# Fayyum (Fossillagerstätte)
Koordinaten: 29° 22′ 0″ N, 30° 47′ 0″ O

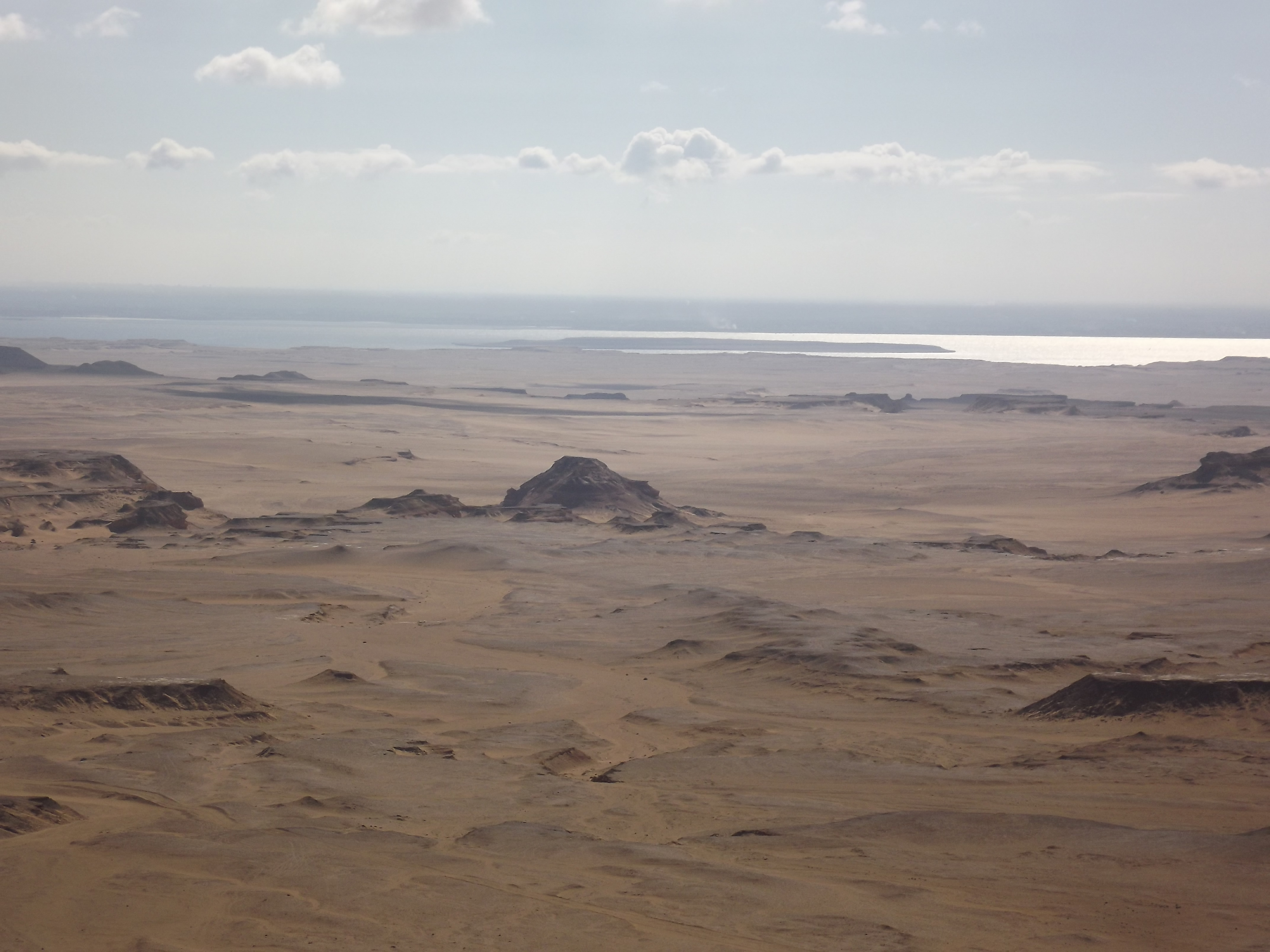
Landschaft im nördlichen Fayyum-Gebiet mit Blick auf den Qarun-See

Das Fayyum ist eine Region und eine wichtige Fossillagerstätte im nördlichen Ägypten. Die Region umfasst das landwirtschaftlich intensiv genutzte Fayyum-Becken und daran anschließende Gebiete, die bedeutenden Fundbereiche sind zumeist nördlich und westlich des Qarun-Sees aufgeschlossen. Den südwestlichen Abschluss bildet das Wadi al-Hitan, bekannt durch zahlreiche Walfossilien und seit dem Jahr 2005 UNESCO-Weltnaturerbe. Die Ablagerungen des Fayyums gehören verschiedenen geologischen Formationen an. Sie setzen sich vorwiegend aus Kalk-, Schluff- und Sandsteinen zusammen. Die unteren Abschnitte bestehen aus Meeresablagerungen, die oberen, festländischen Sedimente sind in einer küstennahen Landschaft entstanden. Der Bildungszeitraum reicht vom Mittleren über das Obere Eozän bis zum Unteren Oligozän, was einem Alter von vor rund 41 bis 28 Millionen Jahren entspricht. Der gesamte Sedimentkomplex wird von Basalt überlagert, der auf vulkanische Aktivitäten vor etwa 24 Millionen Jahren zurückgeht.
Die sehr reichhaltigen fossilen Zeugnisse des Fayyum umfassen Pflanzen, Wirbellose und Wirbeltiere, darüber hinaus sind auch zahlreiche Spurenfossilien überliefert. Unter den Wirbeltieren finden sich Fische, Reptilien, Vögel und Säugetiere. Einige Formen stellen wichtige evolutionäre Bindeglieder in der Entwicklung einzelner Linien dar, insbesondere bei den Schliefern, den Rüsseltieren, den Seekühen und den Walen. Unter den fossilen Primaten befinden sich unter anderem frühe Formen der Altweltaffen. Darüber hinaus kommen auch Beuteltiere, Tenrekartige, Paarhufer, Fledertiere und Nagetiere vor. Einige Gruppen wie die riesigen, sich pflanzenfressend ernährenden Embrithopoda oder die räuberisch lebenden Hyaenodonta beziehungsweise die wohl insektenfressenden Ptolemaiida haben keine heute lebenden Nachfahren. Aufgrund dieser Vielfalt stellt das Fayyum die bedeutendste Fossilfundstelle des afrikanischen Paläogens dar. Anhand der Landwirbeltiere lässt sich eine von Wasserläufen durchzogene, deltaartige Landschaft in Nähe der Meeresküste unter tropischen Klimabedingungen rekonstruieren.
Die ersten Fossilfunde im Fayyum reichen in die Mitte des 19. Jahrhunderts zurück. Eine große Untersuchungsphase fand am Übergang vom 19. zum 20. Jahrhundert statt, als zeitweise zugleich englische, amerikanische, deutsche und französische Forscher vor Ort tätig waren. Während dieser Zeit wurden zahlreiche Fossilien geborgen; dies führte zu einigen wichtigen Entdeckungen, die zur überregionalen Bekanntheit des Fayyum-Gebietes beitrugen. Zusätzlich erfolgten auch erste Untersuchungen zur Geologie. Die moderne Forschung begann in den 1960er Jahren und hält bis heute an. Sie ist international organisiert. Analysen des Fundmaterials führen fast im Jahresschritt zur Beschreibung neuer Fossilformen aus dem Fayyum.

## Geographische Lage

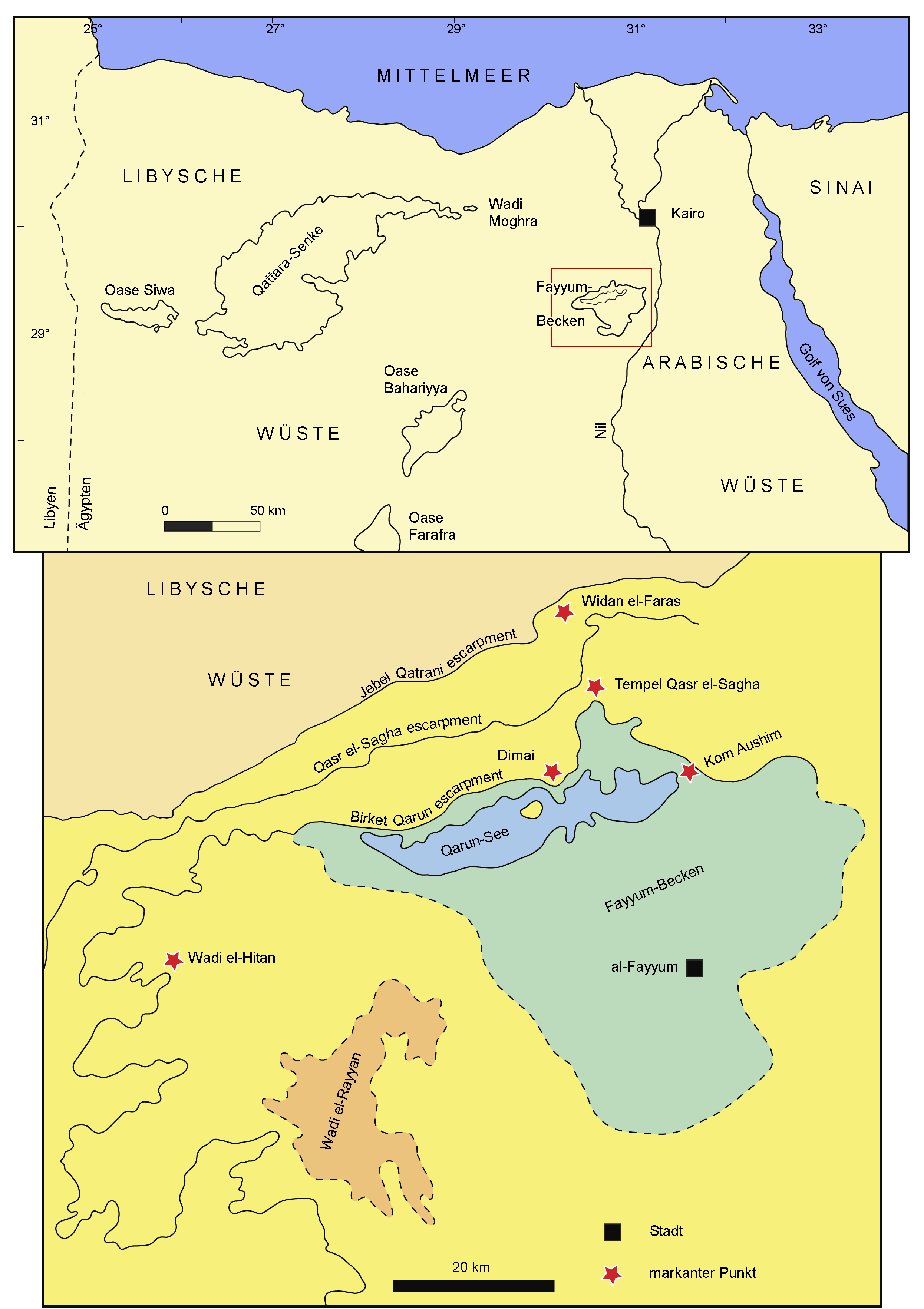
Karte des Fayyum-Gebietes

Die Fayyum-Region erstreckt sich über eine Fläche von rund 12.000 km² und befindet sich rund 70 km südwestlich von Kairo westlich des Nils inmitten der Libyschen Wüste. Das Zentrum bildet das Fayyum-Becken, ein etwa 1500 km² großes Depressionsgebiet. Es weist eine im Umriss dreieckige Form auf mit nach Süden zeigender Spitze. Zentralort ist al-Fayyūm, der zudem auch die Hauptstadt des Gouvernements al-Fayyum bildet. Im Norden des Beckens liegt der etwa 230 km² große Qarun-See, ein abflussloser See, der eine Länge von 40 km von Nordost nach Südwest aufweist bei einer durchschnittlichen Tiefe von rund 5 m und einer maximalen von 7,5 m. Als einzelne Landmasse ragt die Insel Geziret el-Qorn aus dem Wasser. Der Qarun-See (deutsch für „See der Hörner“, nach den beiden spitzen Halbinseln, die vom Norden in den See hineinreichen) ist der größte See des nördlichen Afrikas, er stellt aber nur den Rest eines noch größeren Sees dar. Dieser bestand in prähistorischer und historischer Vergangenheit und trägt die Bezeichnung Moeris-See. Die Depression senkt sich von Süd nach Nord ab. Befindet sich der Zentralort al-Fayyūm noch bei etwa 24 m über dem Meeresspiegel, so liegt die Wasserfläche des Qarun-Sees bei etwa 45 m unter dem Meeresspiegel. Das gesamte Fayyum-Becken wird landwirtschaftlich genutzt, zwei Wassersammler (El Bats im Osten und El Wadi im Westen) drainieren das überschüssige Wasser in den Qarun-See.
Die Umgebung des Fayyum-Beckens besteht weitgehend aus wüstenartigem Gelände. Im Osten trennt ein 5 bis 12 km breiter Rücken die Depression vom Niltal ab, seine Oberkante liegt bei etwa 30 bis 90 m über dem Meeresspiegel. Diese Randberge zeigen einen etwa 1,5 km breiten Durchbruch, durch den auch der Bahr Yusuf verläuft. Der Kanal verbindet auf einer Länge von 270 km den Nil mit der Fayyum-Senke. Er endet bei al-Fayyūm und verästelt sich hier in zahlreiche kleine Arme. Im Süden folgt der kleine Kessel von el-Gharaq, der eine Tiefe von maximal 4 m unter der Meeresoberfläche besitzt. Ihm schließt sich im Südwesten und Westen des Fayyum-Beckens das Wadi el-Rayyan an. Hierbei handelt es sich um eine rund 700 km² große Senke mit dem tiefsten Punkt bei etwa 42 m unter dem Meeresspiegel. Das Wadi wird von eigenen Quellen gespeist und ist heute teilweise vom el-Fayyum-See ausgefüllt, einem zweigeteilten künstlichen See von 51 beziehungsweise 62 km² Größe. Bedeutend ist jedoch die Nordgrenze des Fayyum-Beckens, wo sich mehrere Steilstufen erheben. Sie verlaufen von Südwest nach Nordost über eine Länge von rund 70 km und sind durch plateauartige Ebenen voneinander getrennt. Das Gelände steigt so vom Qarun-See mit seiner niedrigsten Lage auf durchschnittlich 350 m über den Meeresspiegel an. Die wichtigsten Steilstufen sind von Süd nach Nord das Birket Qarun Escarpment, das Qasr el-Sagha Escarpment und das Gebel Qatrani Escarpment. Dazwischen gibt es noch kleinere Stufen wie etwa das el-Ekhwat Escarpment und das Talata Escarpment.
Das Südwestende der Steilstufen markiert das Wadi el-Hitan („Tal der Wale“, auch Zeuglodon valley), rund 50 km von Qarun-See entfernt. Das Gebiet ist seit dem Jahr 2005 als UNESCO-Weltnaturerbe ausgezeichnet. Es handelt sich um ein breites, flaches, rund 10 km langes Tal, das kein tatsächliches Wadi im geomorphologischen Sinn darstellt. Es wird im Nordwesten vom Birket Qarun Escarpment begrenzt. Im Südwesten dagegen bildet eine Reihe von flachgipfligen Hügeln den Abschluss (die sogenannten „Grenzhügel“). Durch diese beiden geographischen Grenzen engt sich das Tal von etwa 4 km Breite im Nordosten auf rund 0,5 km im Südwesten ein. Etwa 5 km weiter nordöstlich in Richtung des Fayyum-Beckens erstreckt sich eine weitere Gruppe von Hügeln, unter ihnen erhebt sich der Garet Gehannam als wichtige Landmarke etwa 120 m über die Umgebung.

## Geologie

### Allgemein und Untergrund

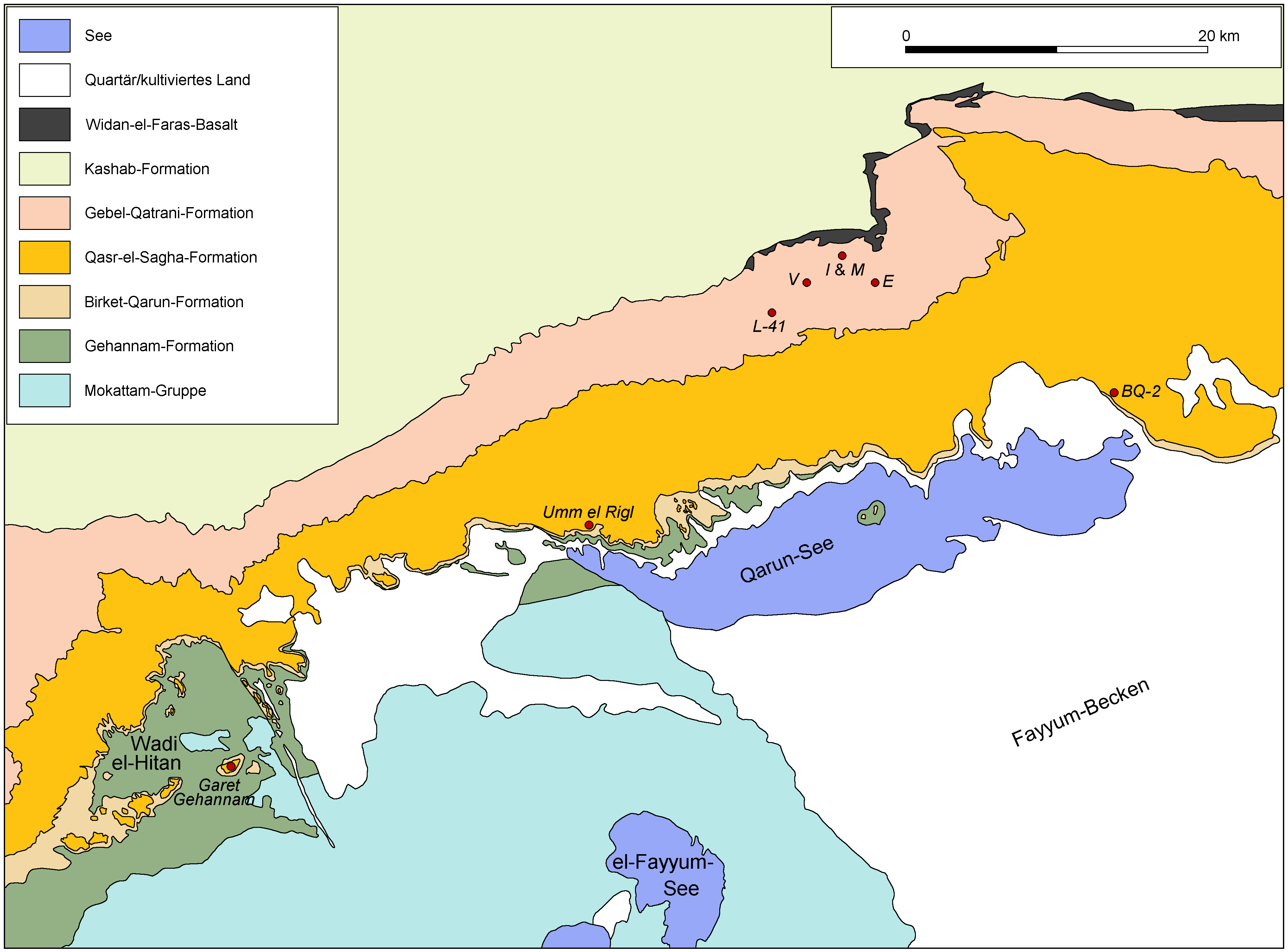
Geologie des nördlichen und nordwestlichen Fayyum-Gebietes mit Verbreitung der eozänen und oligozäen Sedimente

Die geologische Situation der Fayyum-Region wird seit dem Ende des 19. Jahrhunderts intensiv erforscht. Bedeutende Arbeiten dazu wurden 1905 von Hugh John Llewellyn Beadnell, 1988 von Thomas M. Bown und Mary J. Kraus sowie 1992 von Philip D. Gingerich veröffentlicht. Das Fayyum-Becken stellt eine tektonisch entstandene Struktur dar, die in den triassischen Untergrund eingetieft ist. Gesteinsschichten aus dieser Zeit wie etwa der Bahariya-Formation treten aber nur in den äußersten Randlagen der Region an die Oberfläche, etwa im Nordosten. Die Hauptstörungen verlaufen von Südwest nach Nordost und gehören dem Syrian arc fold belt an, der in einem S-Bogen von der Levante über die Sinai-Halbinsel nach Nordafrika zieht. Sie bedingen auch die Entstehung der großen Steilstufen nördlich des Qarun-Sees. Untergeordnet kommen noch von Nordwest nach Südost sowie von Ost nach West gerichtete Störungszonen vor. Sie rahmen das Fayyum-Becken auf allen Seiten ein. Dadurch kann angenommen werden, dass das Becken durch tektonische Zugkräfte entstanden ist. Diese formten die Depression im Übergang vom Oligozän zum Miozän heraus, möglicherweise in Verbindung mit lokalem Vulkanismus. In der Region selbst sind vor allem Ablagerungen des Eozän und des Oligozän ausgebildet, deren Gesamtmächtigkeit bis zu 800 m beträgt.

### Eozäne bis oligozäne Sedimentfolge

#### Mokattam-Gruppe

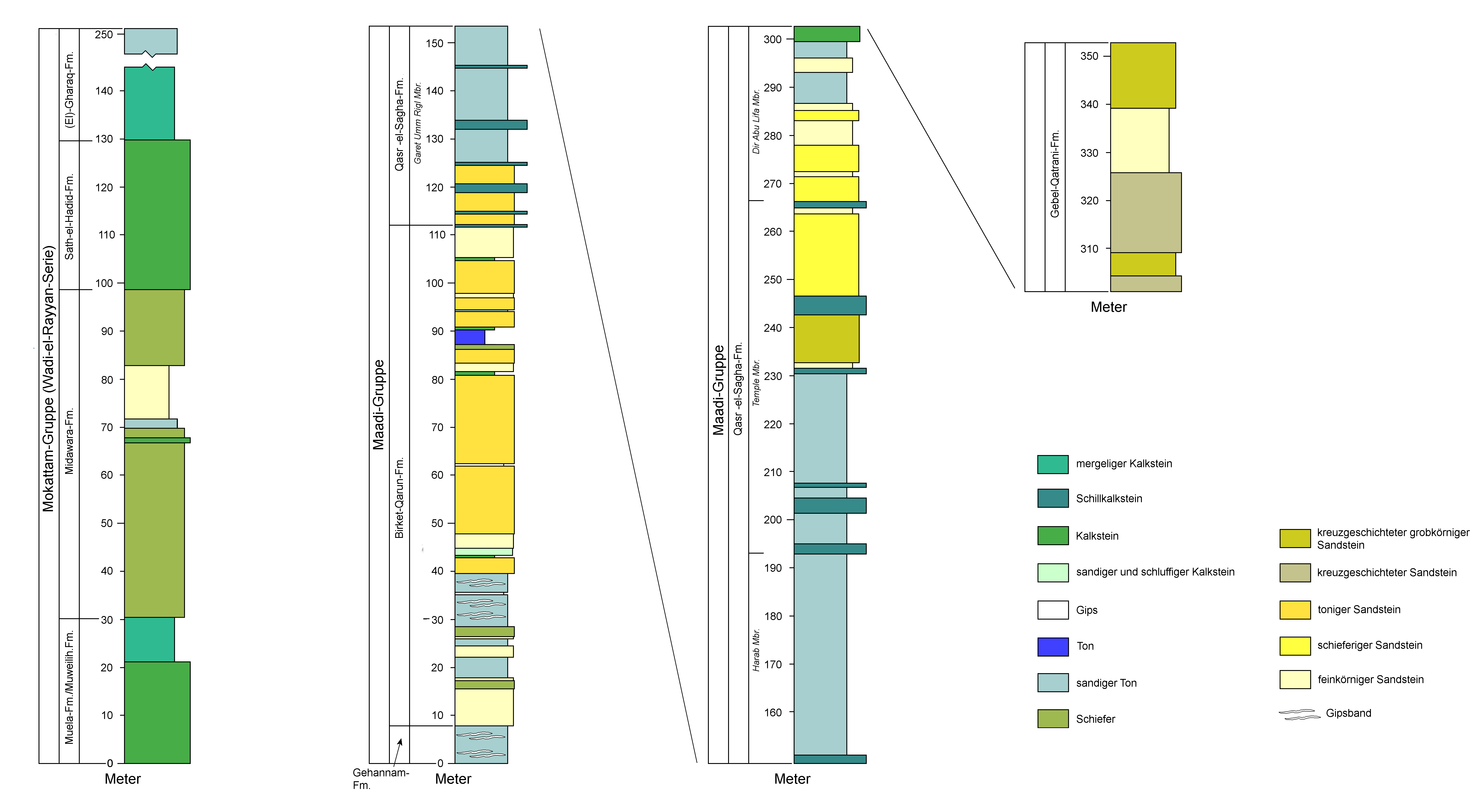
Geologischer Aufbau der eozänen und oligozänen Sedimentfolge im Wadi el-Hitan

Das Liegende der Fayyum-Region wird allgemein der Mokattam-Gruppe (auch Wadi-el-Rayyan-Serie) zugewiesen, benannt nach dem Gebel Mokattam östlich von Kairo. Sie ist marinen Ursprungs und besteht aus vier Gesteinseinheiten, der Muweilih-Formation, der Midawara-Formation, der Sath-el-Hadid-Formation und der Gharaq-Formation. Alle vier Formationen setzen sich aus Kalksteinen zusammen, die sich aber in ihrer Struktur und in dem Gehalt von Nummuliten und Glaukoniten unterscheiden. Der obere Abschluss der Mokattam-Gruppe ist durch einen rapiden Rückgang an Numuliten und einen Anstieg an Glaukoniten definiert. Die Gharaq-Formation ist die am weitesten aufgeschlossene Einheit der Mokattam-Gruppe in der Region und findet sich zumeist im südwestlichen Fayyum-Gebiet vom Wadi el-Rayyan bis zum südlichen Teil des Wadi el-Hitan und bis zum Garet Gehannam.

#### Maadi-Gruppe
Die Gehannam-Formation (auch Ravine beds) ist das Basisglied der Maadi-Gruppe. Sie besteht hauptsächlich aus marinen Tonen, Schluffen und sandigen Schluffen, in die mergelige und tonige Kalksteine eingearbeitet sind. Ihre Gesamtmächtigkeit liegt bei etwa 46 m. Die Basis besteht aus glaukonitischen Ton-/Schluffsteinen, die fein laminiert sind und nach oben in kalkreiche Sandsteine übergehen. Darauf folgen Schluff-, Kalk- und Mergelsteine. An einigen Aufschlüssen stellt wiederum ein Kalkstein den oberen Abschluss dar. Teilweise sind in den oberen Abschnitten der Gehannam-Formation einzelne Gipslagen eingebettet. Besonders gut ist die Gehannam-Formation im westlichen Fayyum-Bereich beim Wadi el-Hitan und am Garet Gehannam aufgeschlossen. Sie formt außerdem den Untergrund des größten Teils des kultivierten Landes im Becken.

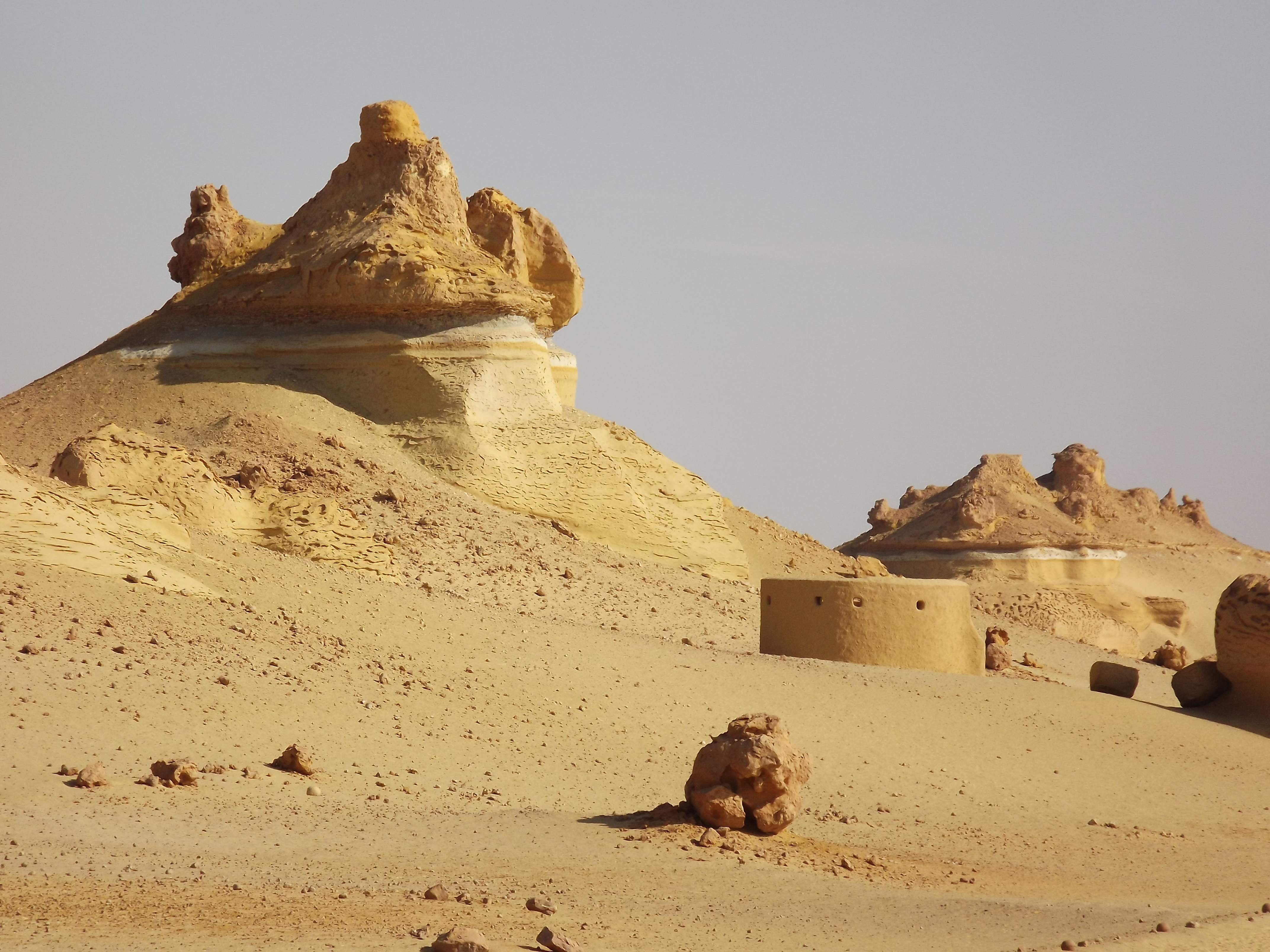
Die Birket-Qarun-Formation im Wadi el-Hitan; etwa auf halber Höhe der Felsformationen zeichnet sich als grauer Streifen die Garet-el-Naqb-Formation ab.

Alle anderen Formationen sind weitgehend in den Steilhängen nördlich des Qarun-Sees verbreitet. Die Birket-Qarun-Formation bildet den unteren, unmittelbar nördlich an den Qarun-See anschließenden Steilhang aus, das Birket Qarun Escarpment. Sie stellt sich als bis zu 85 m mächtige Gesteinseinheit dar, deren Hauptkomponenten sich aus feinen bis sehr feinen Sanden und Schluffen zusammensetzen, die mitunter stark kalkhaltig sind. Basal besteht ein Sandstein reich an Seeigeln, der als Schizaster-lybica-Sandstein bezeichnet wird. In einzelnen Bereichen sind Gipsausfällungen ausgebildet. Allgemein gehen die Ablagerungen auf ein küstennahes Meer zurück. In den Aufschlüssen nördlich des Qarun-Sees zeigen sie sich als einheitlicher Sedimentkomplex, dieser fächert nach Westen zum Wadi el-Hitan hin auf und verzahnt sich in seinen unteren und mittleren Abschnitten mit der Gehannam-Formation. Hier kann die Birket-Qarun-Formation in vier Einzelkörper untergliedert werden, die sich in der Regel eindeutig von der Gehannam-Formation abtrennen lassen. Als auffällige Erscheinung tritt eine Serie von schmalen, teils nur 30 cm mächtigen, blockartigen Sandsteinlagen auf, deren oberste als Camp White Layer bezeichnet wird. Letztere ist sehr markant, da sie neben zahlreichen Walknochen auffällige senkrechte Strukturen enthält, die wahlweise als Wurzeln von Mangroven oder Grabspuren der Spurengattung Thalassinoides gedeutet werden (das Camp White Layer wird in einzelnen älteren Arbeiten als Grenzschicht zwischen der Gehannam- und der Birket-Qarun-Formation aufgefasst, jüngere Untersuchungen sehen es aber innerhalb der oberen Gesteinseinheit).
Die Garet-el-Naqb-Formation wurde als mögliche Gesteinsformation erst im Jahr 2014 definiert, als besondere Bildung fiel sie schon vorher auf. Es handelt sich um einen dunkelgrauen Ton, dessen Mächtigkeit von Süd nach Nord ansteigt. Seine größte Dicke erreicht er nördlich des Wadi el-Hitan mit rund 25 m. Die Gesteinseinheit kommt weitgehend nur im westlichen Fayyum-Gebiet vor, nördlich des Qarun-Sees ist sie nicht dokumentiert. In den Aufschlüssen des westlichen Fayyum teilt die Garet-el-Naqb-Formation als markant dunkler Horizont die Birket-Qarun-Formation oder liegt der Gehannam-Formation direkt auf.

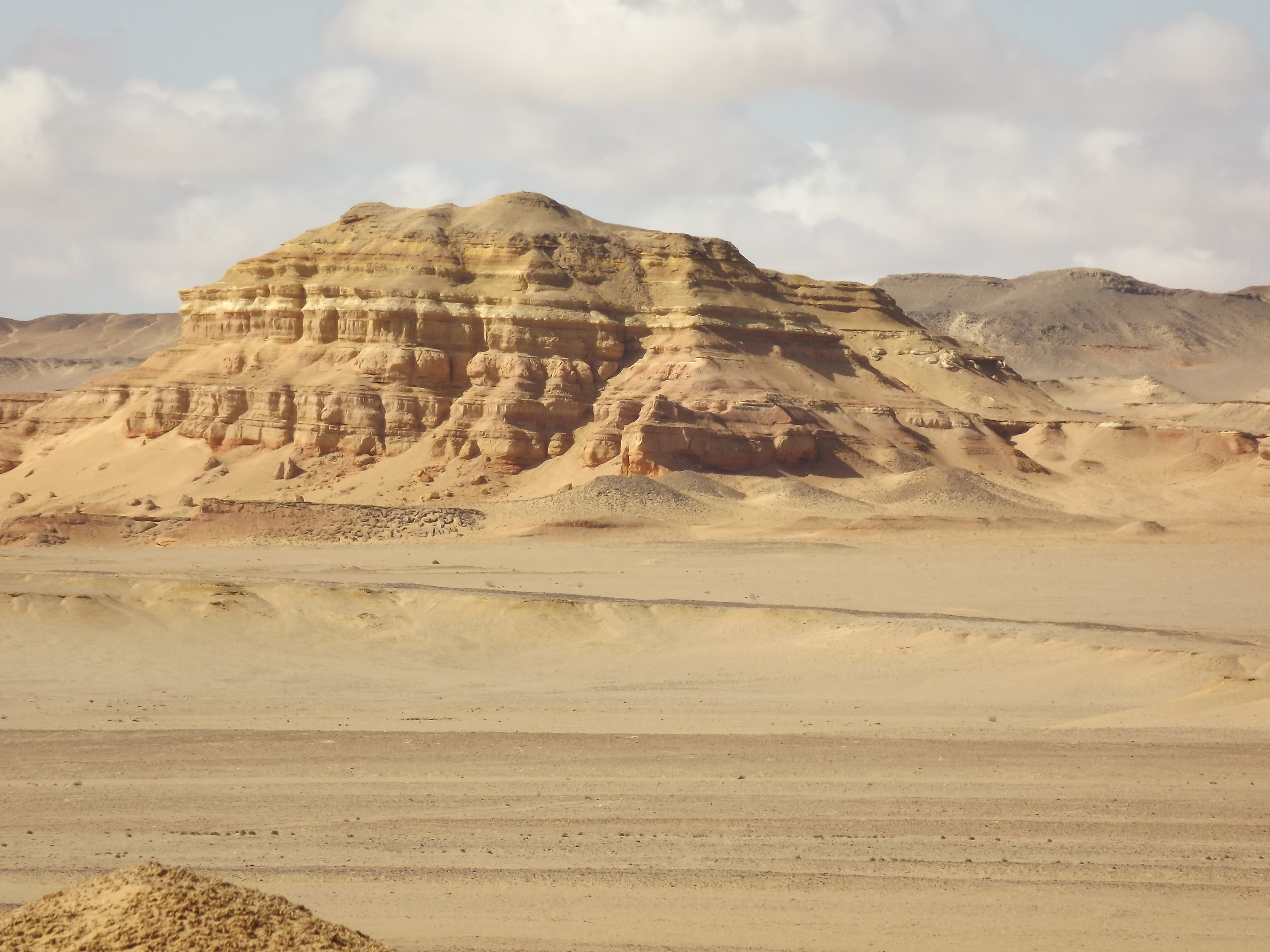
Aufschluss der Qasr-el-Sagha-Formation im nördlichen Fayyum-Gebiet

Die Qasr-el-Sagha-Formation (auch Carolia beds) schließt die Maadi-Gruppe ab. Sie ist am Qasr el-Sagha Escarpment aufgeschlossen und wird bis zu 200 m mächtig. Die Gesteinseinheit besteht aus Sandsteinen, sandigen Ton-/Schluffsteinen und kalkhaltigen geschichteten Gesteinen mit teilweise dazwischen geschalteten Lagen von Kalksteinen. Es lassen sich vier Untereinheiten auseinanderhalten. Zuunterst liegt das Umm Rigl Member mit einer 30 bis 65 m mächtigen Sequenz aus sandigen, teils bioklastischen, harten Kalksteinen, die sich mit gips- und kalkhaltigen, feingeschichteten Ton- und Schluffsteinen abwechseln. Darauf folgt das Harab Member, das sich als 30 bis 40 m dickes Paket aus braunen, strukturlosen Tonen darstellt. Das Temple Member wiederum ähnelt in seiner Struktur dem Umm Rigl Member. Das hangende Dir Abu Lifa Member wird bis zu 77 m mächtig und charakterisiert sich durch eine Wechsellage aus kreuzgeschichteten Sandsteinen und feinkörnigen, gipshaltigen Ton-/Schluff- und Sandsteinen. Die Ablagerungen gehen auf ein flaches, küstennahes Meer zurück. Die Basis der Formation wurde in der Vergangenheit nicht einheitlich beurteilt. Einige Autoren legten sie mit dem ersten Auftreten der Muschel Carolia fest, andere mit einem tonhaltigen Kalk, der einige Meter höher liegt. Der obere Übergang zur nächsten Gesteinseinheit ist diskontinuierlich.

#### Gebel-Qatrani-Formation

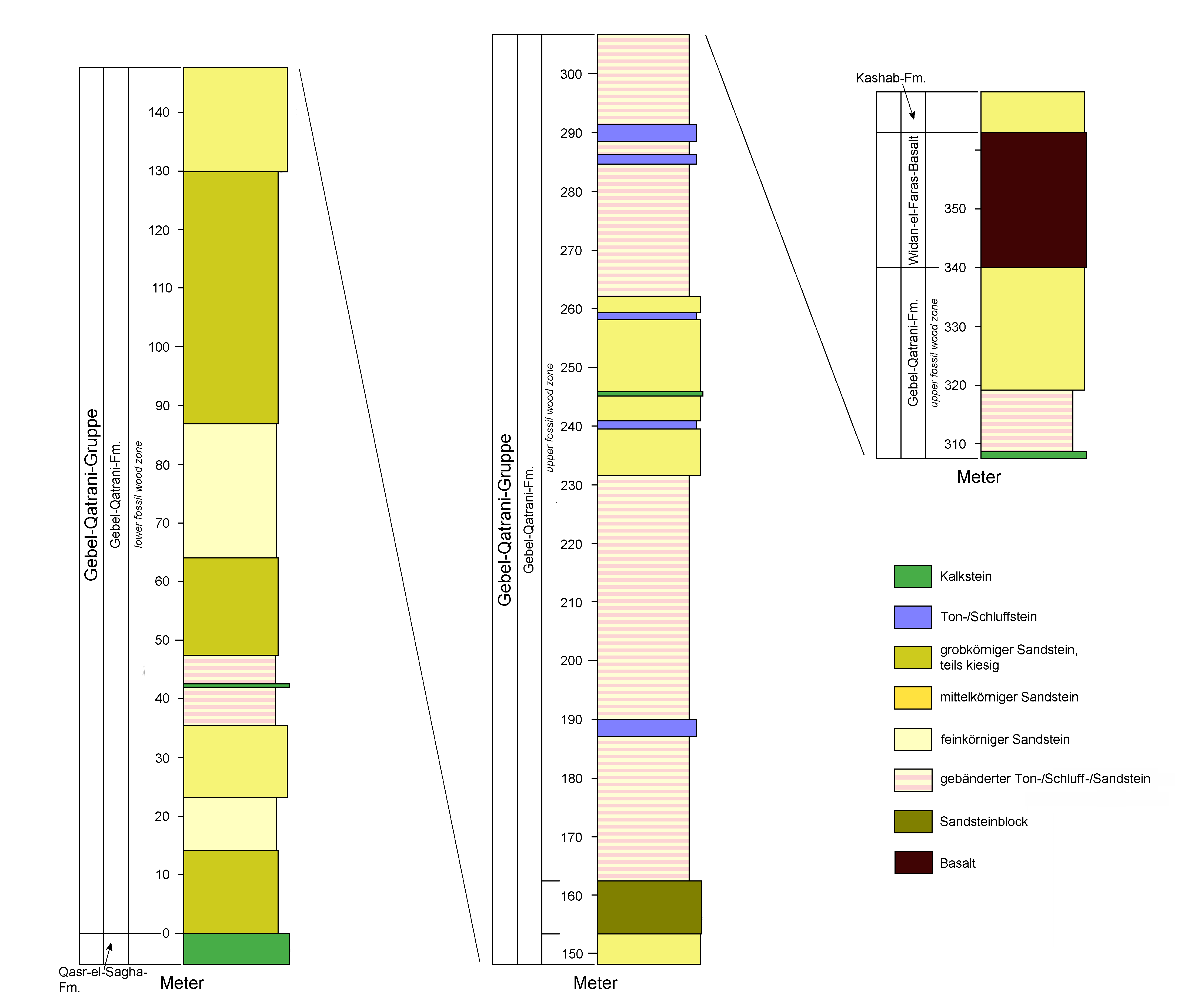
Geologischer Aufbau der oligozänen Gebel-Qatrani-Formation und auflagernde Schichten im Bereich Widan el-Faras

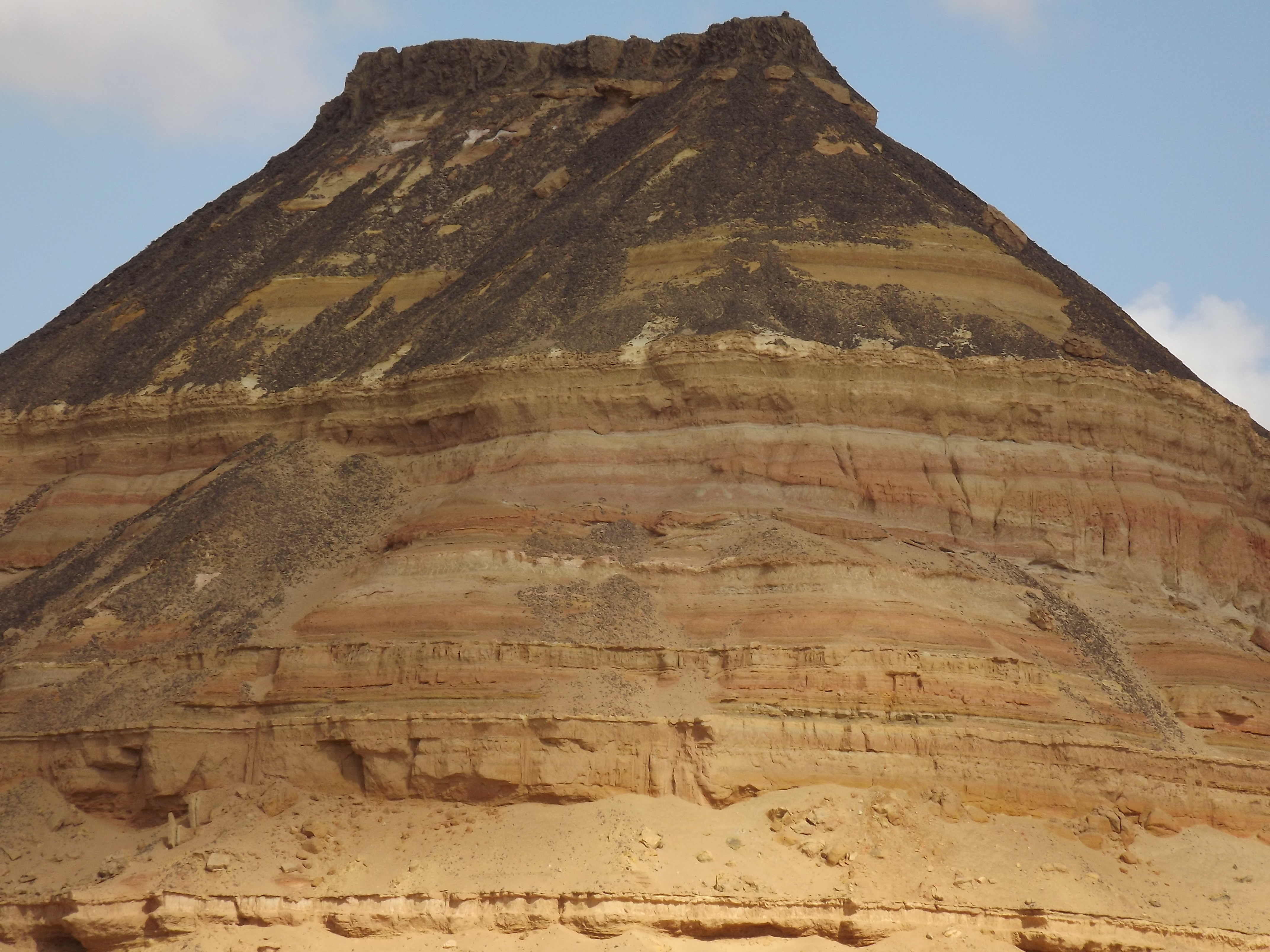
Gebänderte Sandsteine der Gebel-Qatrani-Formation bei Widan el-Faras im nördlichen Fayyum-Gebiet, die oberste Lage wird durch den Widan-el-Faras-Basalt gebildet

Der Qasr-el-Sagha-Formation liegt diskordant die Gebel-Qatrani-Formation (auch fluvio-marine series) auf. Sie erreicht eine Mächtigkeit von 340 m und bildet mit dem Gebel Qatrani Escarpment den höchstgelegenen Steilhang. Nach Westen zu dünnt die Formation deutlich aus und wird dann teilweise weniger als 100 m mächtig. Sie hebt sich von der Qasr-el-Sagha-Formation durch einen Aufbau aus verschiedensten feinen bis gröberen Sandsteinen sowie Ton-/Schluffsteinen ab. Prinzipiell sind drei Zonen unterscheidbar: eine untere Zone aus groben, lockeren Sandsteinen (die lower fossil wood zone, Mächtigkeit 153 m), eine mittlere aus einem bankigen, mittel- bis grobkörnigen und teils extrem gipshaltigen Sandstein als Markerhorizont (Mächtigkeit 7 bis 10 m) und eine obere, bestehend aus einem Wechsel aus Sandstein, sandigem Ton-/Schluffstein mit eingearbeiteten Linsen aus groben Sandstein und Kalkstein (die upper fossil wood zone, Mächtigkeit 190 m). Die Bezeichnungen lower und upper fossil wood zone gehen auf die hier gefundenen fossilisierten Baumstämme zurück. Sowohl die untere als auch die obere Serie lassen sich in zahlreiche Untereinheiten auflösen, besonders hervorzuheben sind mehrere Sequenzen farbig gebänderter Sedimentfolgen, die sich über die gesamte Gebel-Qatrani-Formation verteilen und als variegated sequences bezeichnet werden. Insbesondere in der upper fossil wood zone werden sie bis zu 70 m mächtig. Die Bänderungen gehen auf fossile Bodenbildungsprozesse und die damit verbundene Verlagerung und Anreicherung von löslichen Eisenverbindungen zurück. Darüber hinaus gibt es weitere Hinweise auf Paläoböden wie Tonanlagerungen. Die Böden lassen verschiedene Entwicklungsstadien von initialen (Inceptisole) bis zu entwickelten Bodenbildungen (Spodosole und Ultisole) erkennen. Insgesamt verweisen die sekundären Bodenüberprägungen auf ein eindeutig terrestrisches Ablagerungsmilieu der Gebel-Qatrani-Formation hin. Sie kann daher als kontinental-fluviatile Sedimentfolge angesehen werden, die durch das Wirken zahlreiche Flüsse und Wasserläufe entstanden ist.

#### Widan-el-Faras-Basalt
Der obere Abschluss der eozän-oligozänen Serie wird durch den Widan-el-Faras-Basalt markiert, von der liegenden Gebel-Qatrani-Formation ist er durch eine Schichtlücke getrennt. Er besteht aus dichten, extrem feinkörnigen und eisenhaltigen Basalten. Einzelne eingeschaltete Sandhorizonte zeigen, dass die Basalte mehrere Ströme formen, deren Dicke und Ausprägung aber stark variabel sind. Die größte Dicke wird mit 25 m erreicht, stellenweise kann der Widan-el-Faras-Basalt auch nur 2 m mächtig werden.

### Deckschichten
Auf der paläogenen Sedimentfolge lagern die neogenen Deckschichten. Sie werden im Fayyum-Gebiet der Kashab-Formation zugeordnet, die sich wiederum von den Widan-el-Faras-Basalten durch einen Hiatus abhebt. In Gebieten, in denen der Basalt nicht ausgebildet ist, bedeckt sie direkt die Gebel-Qatrani-Formation. Hauptsächlich besteht die Kashab-Formation aus Schwemmsedimenten, die unteren 10 bis 12 m werden durch ein geröllhaltiges Konglomerat angezeigt. Ihre Gesamtmächtigkeit beträgt über 100 m. Die Kashab-Formation bildet das nördliche Hinterland der Fayyum-Region.

### Entwicklung der Fayyum-Senke im Pleistozän und Holozän
Während der wechselnden Kalt- und Warmzeitphasen des Pleistozän formte sich die Gestalt des heutigen Fayyum-Beckens heraus. Die extremen Trockenperioden während der Kaltzeiten führten mehrfach zur Ausräumung des Kessels durch Deflation bis auf den Grundwasserspiegel. In den feuchteren Warmzeiten füllte sich das Becken mit Wasser und bildete ein Sumpfgebiet. Diese Sumpfgebiete waren noch bis in historische Zeit nachweisbar und führten auch zur Namensgebung der Fayyum-Region (vom ägyptischen phiom für „Sumpf“). Die jüngste Bildung des Holozän wird als Moeris-See bezeichnet. Seine natürliche Entwicklung begann bereits im Unteren Holozän und verlief in mehreren Phasen, die sich vor allem anhand der Verbreitung von Kieselalgen, aber auch alter Uferlinien nachweisen lassen. Sie führten zu schwankenden Seespiegellagen, was teilweise mit der Entstehung und dem Abbruch der natürlichen Verbindung zum Nil zusammenhängt. Die älteste stellt der „Paläomoeris“ dar, er bestand von 8.830 bis 8.220 Jahre BP. Während dieser Zeit erreichte der Seespiegel einen Höchststand von 17 m über dem Meeresspiegel. Ihr folgte die „Prämoeris“- (zwischen 8.200 und 7.500 Jahre BP) und der „Protomoeris“-Phase (7.500 bis 7.140 Jahre BP), während der der Seespiegel zeitweise zwischen 28 und 8 m über dem Meeresniveau schwankte. Die letzte Phase umfasst die „Moeris“-Phase, sie begann etwa um 6.095 BP und hielt bis etwa 5.500 Jahre BP an. Hier lag der Seeoberfläche bei bis zu 20 m über dem Meeresspiegel und formte einen See mit einer Fläche von 2100 km² und einem Volumen von 53 km³. In der Folgezeit fiel er aber wieder durch den Verlust der Verbindung zum Nil um mehrere Meter ab, und es entstand ein sumpfiges Gelände.
In der altägyptischen Zeit wurde unter anderem durch wasserwirtschaftliche Baumaßnahmen Neuland zugänglich und urbar gemacht. Dies geschah beispielsweise im Mittleren Reich durch den Bau des Bahr Yusuf entlang des alten Nilzugangs und durch ein Drainagesystem im Fayyum-Becken. Auf diese Weise konnten ungefähr 450 km² Land genutzt werden. Später kamen die Errichtung eines 8 km langen Absperrdamms bei el-Lahun und die Schaffung weiterer Frischhaltebecken im Südosten des Fayyum-Gebietes hinzu. Bis zur ptolemäischen Zeit wurde so die nutzbare Fläche auf rund 1300 km² ausgedehnt, was einem Großteil des heute kultivierten Landes entspricht. Der Moeris-See war zu dieser Zeit auf rund 415 km² geschrumpft und nahm den Bereich des heutigen Qarun-Sees ein. Weitere Rückgänge prägten die römische Epoche, während der die Wasseroberfläche von 7 m unter dem Meeresspiegel auf 17 m absank. In der ersten Hälfte des 19. Jahrhunderts lag sie bereits bei rund 40 m, während der Tiefpunkt mit 46 m unter dem Meeresspiegel in den 1930er Jahren erreicht wurde. Der Qarun-See entwickelte sich dadurch auch von einem einstigen Süßwasserreservoir zu einem stark salzhaltigen Gewässer, was einerseits durch den gegenüber der Verdunstung geringeren Wasserzufluss bedingt, andererseits durch die Einleitung von chemisch belasteten Abwässern der Landwirtschaft noch verstärkt wird. Abseits davon stellt der See ein wichtiges Refugium für Zug- und Wasservögel dar. Er dient als Brutgebiet des Hirten- und des Seeregenpfeifers sowie der Rotflügel- und der Zwergseeschwalbe, während der Hauben- und der Schwarzhalstaucher hier überwintern.

## Fossilfundstellen

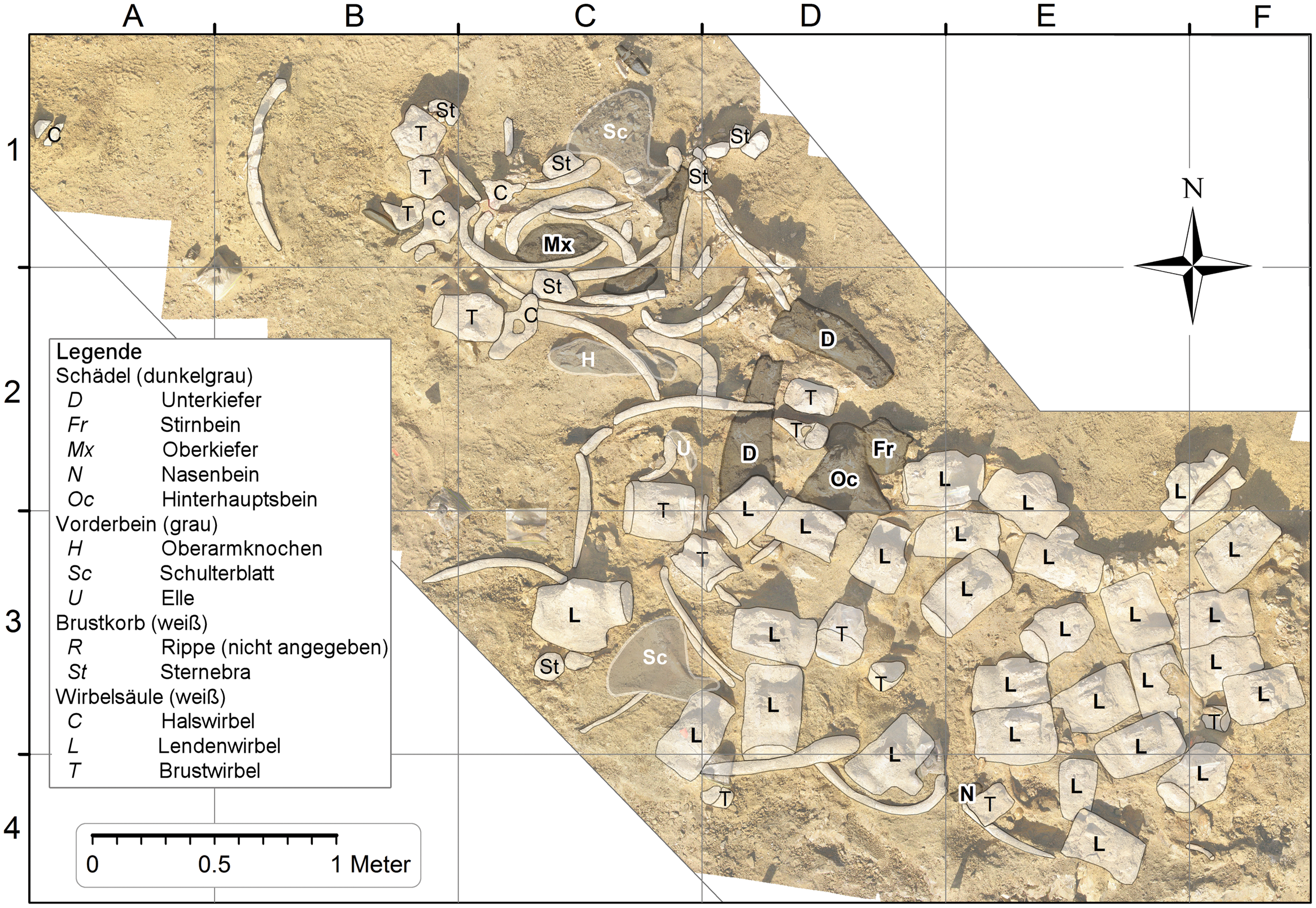
Fundplan eines Walskeletts aus der Gehannam-Formation im Wadi el-Hitan

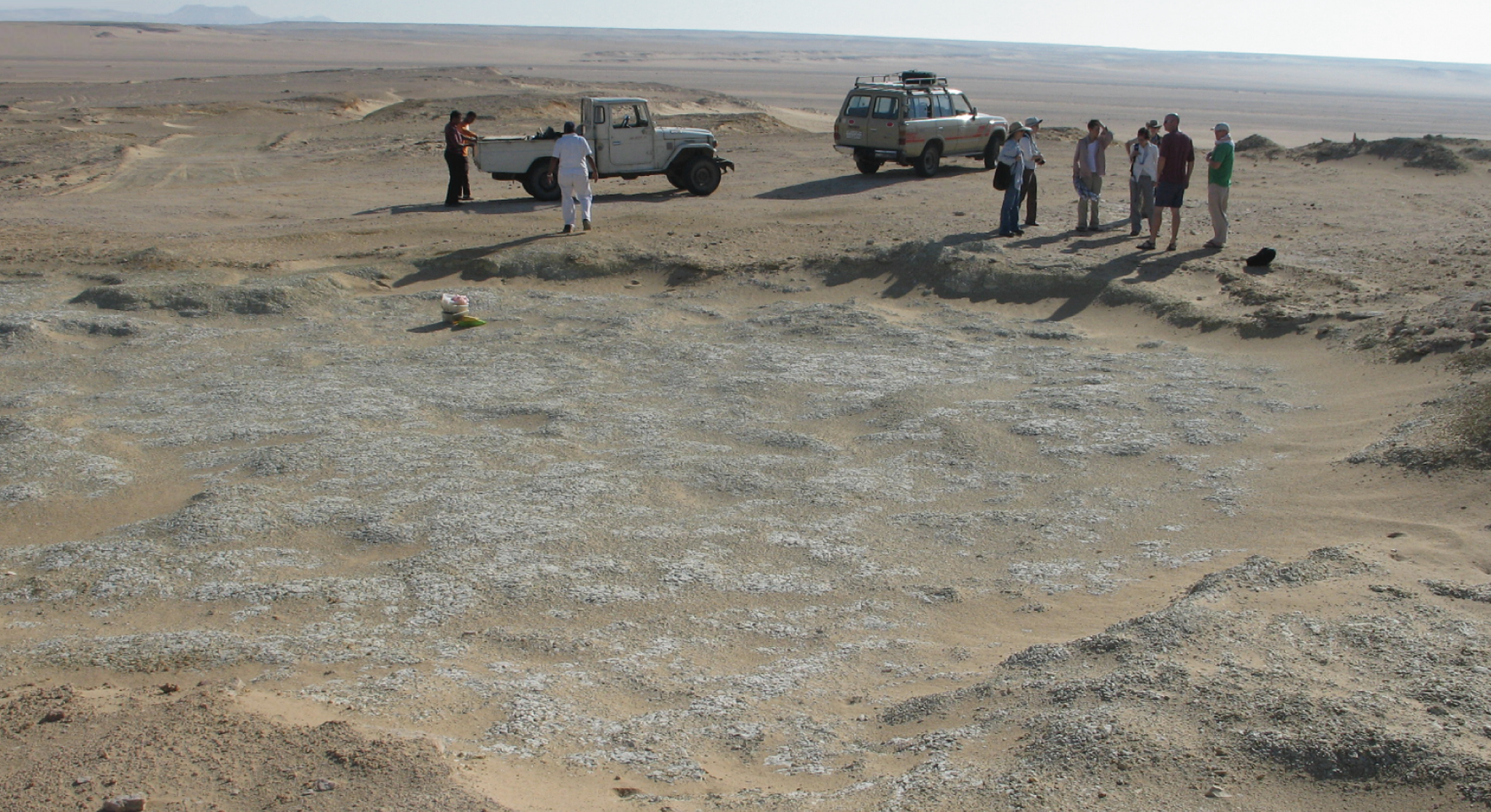
Die Fundstelle L-41 der Gebel-Qatrani-Formation

Die Fossilien stammen aus mehreren geologischen Formationen. Pflanzenfossilien treten in größerer Anzahl nur in der Gebel-Qatrani-Formation auf. Dagegen können Wirbellose in nahezu allen Gesteinseinheiten angetroffen werden, während Wirbeltiere wiederum stärker beschränkt sind. Marine Formen verteilen sich auf die unteren Einheiten und kommen häufig in der Muweilih-, der Gharaq-, der Gehannam- und der Birket-Qarun-Formation vor, sie sind aber auch aus der Qasr-el-Sagha-Formation überliefert. Mitunter erhielten sich vor allem die größeren Meeressäuger in vollständigen Skeletten. Die Qasr-el-Sagha-Formation und die folgende Gebel-Qatrani-Formation stellen die Hauptfundgebiete der terrestrischen Lebewesen dar, das Material ist überwiegend fragmentiert und disartikuliert, so dass von gewissen Umlagerungen auszugehen ist. Im gesamten Fayyum-Gebiet bestehen unzählige Fundstellen und Aufschlüssen. Sie liegen in den verschiedenen stratigraphischen Einheiten und konzentrieren sich in der Regel nördlich und westlich des Qarun-Sees. Allein für die terrestrischen Säugetiere sind über 100 Fundstellen belegt. Diese verteilen sich auf einige vereinzelte in der Birket-Qarun-Formation und etwas weniger als ein Dutzend in der Qasr-el-Sagha-Formation. Der weitaus größere Teil von über 90 % gehört der Gebel-Qatrani-Formation an. Von großer Bedeutung ist die Fundstelle BQ-2 aus dem Umm Rigl Member der Qasr-el-Sagha-Formation (einzelne, vor allem paläontologische Studien verweisen das Umm Rigl Member zur Birket-Qarun-Formation, was auf ungenügende Aufschlussbedingungen an der Fundstelle selbst zurückgeführt wird) nahe der östlichsten Spitze des Qarun-Sees. BQ-2 wurde erst im Jahr 2000 entdeckt, von dort stammt die bisher am stärksten diversifizierte Wirbeltierfauna des gesamten Fayyum-Gebiets. Die meisten anderen Fundplätze der Qasr-el-Sagha-Formation sind, mit Ausnahme einer unstratifizierten Fundstelle aus dem Temple Member, dem Dir Abu Lifa Member zuzuweisen. Generell treten aber landlebende Säugetiere hier seltener auf.
Von den Fundstellen der Gebel-Qatrani-Formation wiederum sind acht (A, B, E, G, I, M, V und L-41) von besonderem Interesse, da diese rund 90 % des gesamten Fundmaterials terrestrischer Wirbeltiere enthalten. Die bedeutendste Fundstelle hier findet sich mit L-41. Sie wurde 1983 vom Geologen Thomas M. Bown entdeckt. Bown war an den von Elwyn L. Simons seit den 1960er Jahren hier getätigten Forschungsarbeiten beteiligt, er wurde durch zwei Unterkiefer von Schliefern auf diese Fundlokalität aufmerksam. Eine genauere Beschreibung der Fundstelle legte einige Jahre später unter anderem D. Tab Rasmussen vor. Mit einer Lage von 47 m oberhalb der Basis der Gesteinseinheit markiert L-41 die bisher älteste Fundstelle der Formation, zudem gilt sie als die ertragsreichste. In der geologischen Folge etwas höher, aber immer noch im Bereich der unteren Zone, sind die Fundstellen A, B und E lokalisiert. Sie wurden bereits zu Beginn des 20. Jahrhunderts geöffnet und bilden die forschungsgeschichtlich ältesten stratifizierten Fossillager. Ebenfalls eine gewisse Bedeutung weist die Fundstelle G auf, die etwa 16 m oberhalb der Sandsteinbank liegt, welche die untere von der oberen Zone trennt. Die hauptsächlichen Untersuchungen fanden in den 1960er Jahren statt. Noch einmal 66 m höher finden sich die beiden Fundstellen I und M, die demnach zu den jüngsten innerhalb der Gebel-Qatrani-Formation gehören.
Generell sind die Fossilreste diagenetisch überprägt und permineralisiert, so dass das organische Material durch Anhydrit und Gips ersetzt wurde. Allerdings scheinen die Knochen und Zähne aus dem Dir Abu Lifa Member der Qasr-el-Sagha-Formation einen weiteren diagenetischen Prozess durchlaufen und zu haben. Vielfach wurden hier die Sulfate durch Karbonate ersetzt. Dadurch erhielten sich die Oberflächenstrukturen der Knochen und Zähne weniger gut als die Funde aus der Gebel-Qatrani-Formation.

## Funde

### Flora

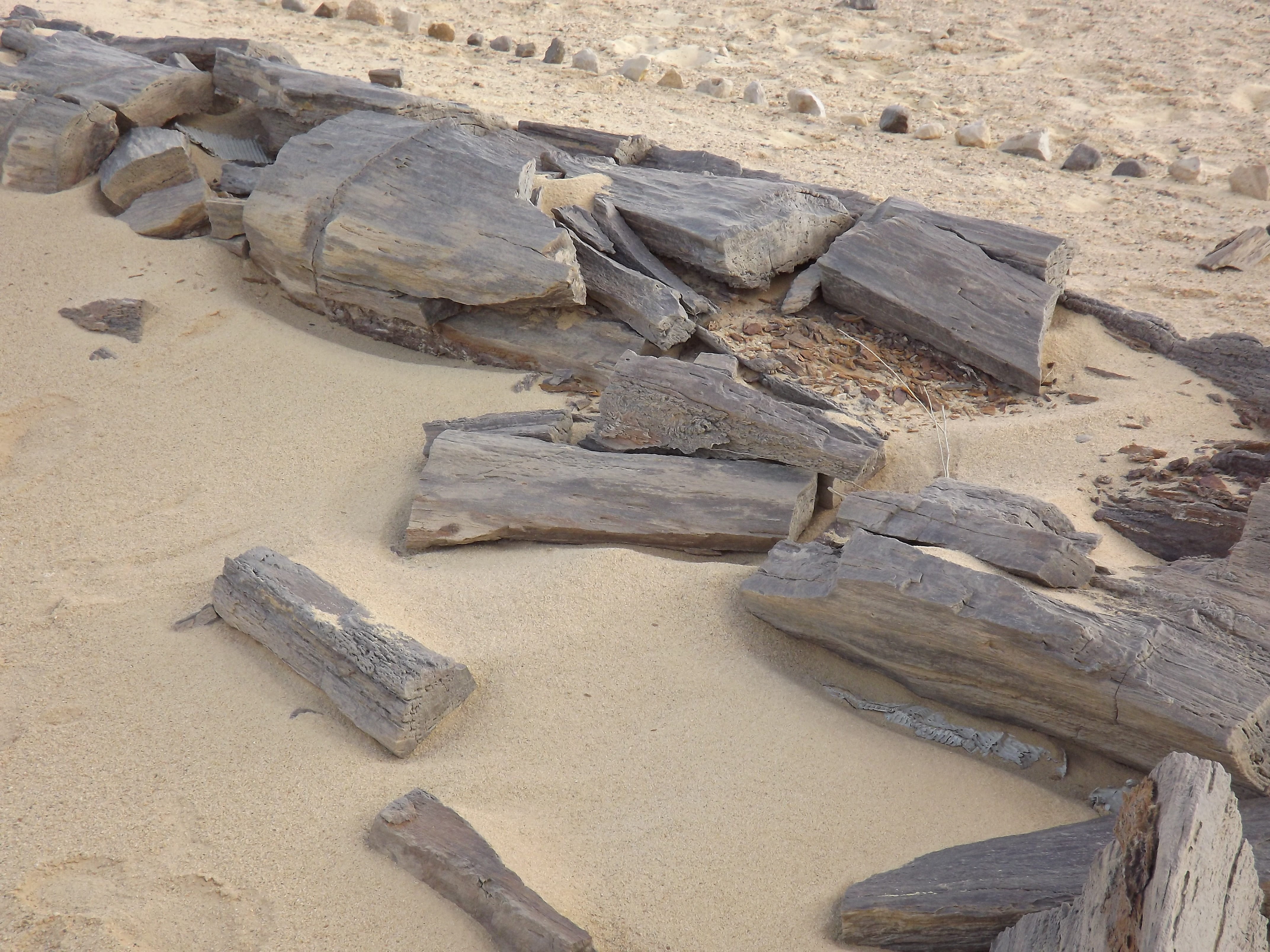
Fossilisierter Baumstamm im Fayyum in Originallage

Makroreste von Pflanzen liegen in Form von Hölzern, Blättern, Früchten und Samen vor. Vor allem aus den älteren Gesteinseinheiten sind gelegentlich Blattreste aus der Gruppe der Cymodoceaceae belegt, so unter anderem von den „Seegräsern“ Thalassodendron und Cymodocea. Ansonsten beschränken sich Pflanzenreste weitgehend auf die Gebel-Qatrani-Formation. Bei den Hölzern treten verschiedenste Größen auf, angefangen von kleinen Zweigen bis zu 44 m langen und über 2 m dicken Baumstämmen. An einigen Stämmen ist noch die Rinde vorhanden. Teilweise liegen diese Baumstämme als fossilisierte Wälder zusammen, die unter anderem in den unteren Abschnitten der Gebel-Qatrani-Formation aus bis zu 200 Einzelstücken bestehen. Die Vegetation umfasst rund zwei Dutzend verschiedene Familien, unter den Hölzern beziehungsweise den Früchten und Samen konnten jeweils acht und unter den Blättern 13 identifiziert werden. Typisch sind unter anderem die an stehende oder langsam fließende Gewässer gebundenen Schwimmfarne wie Salvinia, zudem auch Mangrovenfarne wie der im Brackwasser lebende Acrostichum. Unter den Einkeimblättrigen heben sich die Palmenartigen hervor, von denen unter anderem die ausgestorbene Gattung Palmoxylon beschrieben wurde. Weitere Einkeimblättrige finden sich mit den Efeututen aus der Gruppe der Aronstabgewächse, die lianenartig an Bäumen klettern. Deren fragile Früchte können teilweise noch im intakten Zustand geborgen werden. Am häufigsten sind jedoch Zweikeimblättrige nachgewiesen, darunter etwa Lotosgewächse, Malvengewächse, Johannisbrotgewächse oder Sapotengewächse. Die gesamte Flora zeigt Beziehungen zum indo-malaysischen Raum.

### Fauna

#### Wirbellose
Wirbellose Tiere finden sich in allen Gesteinsschichten, in der Regel handelt es sich dabei um Reste der Meeresfauna. Einen Großteil davon nehmen die Foraminiferen ein, gehäusetragende Einzeller, die im Fayyum sowohl als planktonische wie auch als benthische Formen auftreten. Planktonische Foraminiferen werden durch Truncorotaloides, Turborotalia oder Globigerinatheka repräsentiert, benthische durch Operculina Discocyclina oder Nummulites. Einige Formen wie Frondicularia oder Pullenia verweisen auf recht große Meerestiefen. In einzelnen Gesteinsabschnitten sind die Foraminiferen mit bis zu über 30 Arten recht zahlreich. Andere Wirbellose gehören zu den Seeigeln wie beispielsweise Schizaster, ein Vertreter der Herzseeigel, oder seltener Lanzenseeigel. Daneben sind auch Weichtiere belegt. Unter den Muscheln haben Austern, Mondmuscheln und Sattelmuscheln hohe Bedeutung, bei letzteren bildet Carolia einen wichtigen stratigraphischen Anzeiger. An Schnecken lassen sich wiederum Mondschnecken und Turmschnecken vorweisen. Darüber hinaus kommen Nesseltiere vor. Gelegentlich sind Krebse überliefert, wie einzelne Gehäuseteile von Lobocarcinus aus der Gruppe der Taschenkrebse in der mittleren Birket-Qarun-Formation zeigen. Die Panzer haben Breiten von 9 bis 14 cm, wobei in der Panzerform markante Geschlechtsunterschiede vorliegen.

#### Fische und Amphibien
Fische zeigen ebenfalls eine weite stratigraphische Verbreitung im Fayyum-Gebiet. Der überwiegende Teil des Fundmaterials besteht aus Zähnen und vereinzelten isolierten Knochen, gelegentlich treten auch artikulierte Skelettreste auf. Meeresbewohnende Fische kommen in allen geologischen Abschnitten der Fayyum-Region, sie sind aber vermehrt in der Mokattam-Gruppe und in den unteren Bereichen der Maadi-Gruppe zu beobachten. Die Fauna wird hauptsächlich durch Haie und Rochen geprägt. Große Haie finden sich mit dem Tigerhai, der beispielsweise in der Midawara-Formation sehr häufig ist. Andere Formen sind Scharfnasenhaie, Hammerhaie und Makrelenhaie, bei letzteren unter anderem ein bis zu 5 m langer Vertreter der Gattung Otodus. Die umfangreichsten Funde können aber den Zitronenhaien zugewiesen werden, die mit einer größeren und kleineren Form vorkommen und in der Maadi-Gruppe ihren Verbreitungsschwerpunkt haben. Daneben wurde noch eine Vielzahl an mittelgroßen und kleineren Haien belegt, etwa Ammenhaie, Fuchshaie, Sandhaie, Sechskiemerhaie und Glatthaie. Auffallend ist die Gattung Moerigaleus, die typisch für Wieselhaie über ein Gebiss mit variantenreich gestalteten Zähnen verfügte, von denen bisher über 60 bekannt sind. Mit dem Fossilhai, der ebenfalls zu dieser Gruppe zählt, tritt des Weiteren eine Form auf, dessen heutige Angehörige im Schelfgebiet zumeist Kopffüßer jagen. Zu nennen sind auch einige Requiemhaie wie Carcharhinus und Misrichthys, die eine gewisse Süßwasserkomponente bilden und in vergleichsweise größerer Anzahl in den oberen Abschnitten der Maadi-Gruppe auftreten. Ein vermehrter Fossilnachweis in diesen geologischen Schichten ist auch für das verwandte Abdounia zu verzeichnen. Große Rochen gehören zumeist der Gruppe der Stechrochenartigen an, so unter anderem Kuhnasenrochen, die in der Midawara- und in der Qasr-el-Sagha-Formation recht häufig auftreten, dazwischen aber nahezu verschwinden. Andere Formen wie Leidybatis oder Lophobatis sind demgegenüber generell selten. Weiter nachgewiesen wurden Propristis und Anoxypristis, die die Sägerochen repräsentieren. Dagegen gehören Coupatezia und Hypolophodon in die Verwandtschaft der Stechrochen, sie verweisen in den oberen Abschnitten der Maadi-Gruppe wieder auf einen stärkeren Süßwassereinfluss. Ein sehr rares Faunenelement findet sich mit den Zitterrochen.

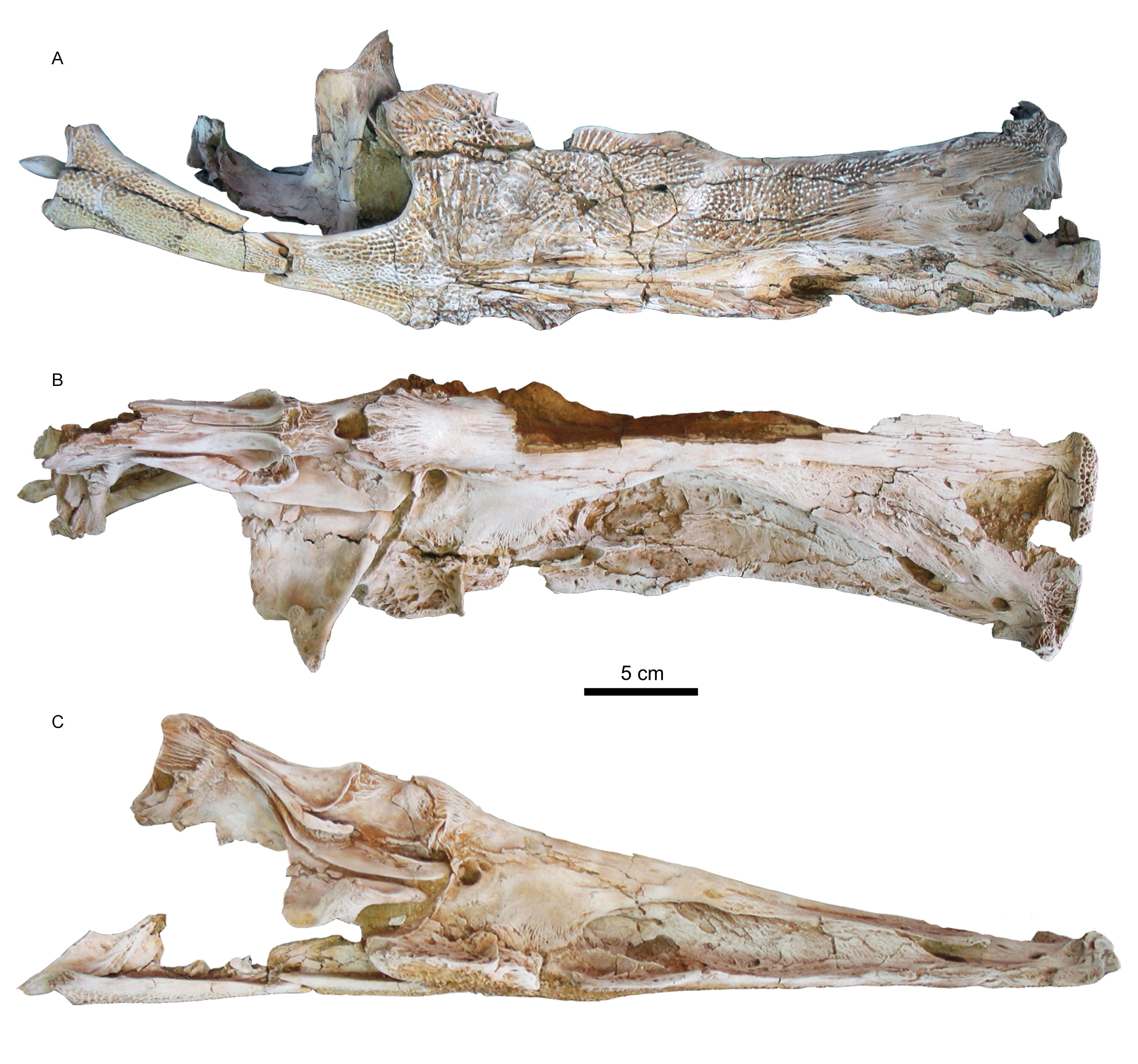
Schädel von Qarmoutus aus dem Wadi el-Hitan

Generell treten marine Elemente in den oberen Abschnitten der Maadi-Gruppe ab der Qasr-el-Sagha-Formation in den Hintergrund und es kommen vermehrt Süßwasser- oder Brackwasserfische vor. Hier dominieren die Knochenfische mit variantenreichen Formen. Noch aus der Gehannam-Formation liegen aber Reste von Pycnodus aus der ausgestorbenen Gruppe der Pycnodontiformes vor, der sich offensichtlich von hartschaligen Muscheln ernährte. Aus den jüngeren Ablagerungsserien konnten dann beispielsweise die Flösselhechte mit Polypterus belegt werden. Hervorzuheben sind auch der Großnilhecht und Welsartige wie Chrysichthys und Auchenoglanis. Ein nahezu vollständiges, gut 23 cm langes Individuum liegt von Chasmoclupea aus der Gruppe der Heringe vor. Kreuzwelse wiederum geben Hinweise, dass es noch einen marinen Einfluss gab, was unter anderem durch die Gattung Qarmoutus mit einem weitgehend vollständigen Skelett dokumentiert wurde. Dafür spricht auch der Nachweis einzelner Schädelteile von Xiphiorhynchus, einem Verwandten des Schwertfischs, das längste Stück misst etwa 33 cm. Die Gattung Lates ist wiederum mit mehreren Schädeln überliefert, sie stellen den ältesten Beleg dieses Vertreters der Riesenbarsche in Afrika dar. Die gleiche Aussage trifft auf Parachanna zu, einen Vertreter der Schlangenkopffische, von dem aus dem Fayyum ebenfalls einzelne Schädelteile überliefert sind. Daneben kommen Buntbarsche, Afrikanische Salmler und Lungenfische vor.
Amphibien sind bisher kaum untersucht. Aus der Gebel-Qatrani-Formation wurden Reste von Fröschen berichtet.

#### Reptilien und Vögel

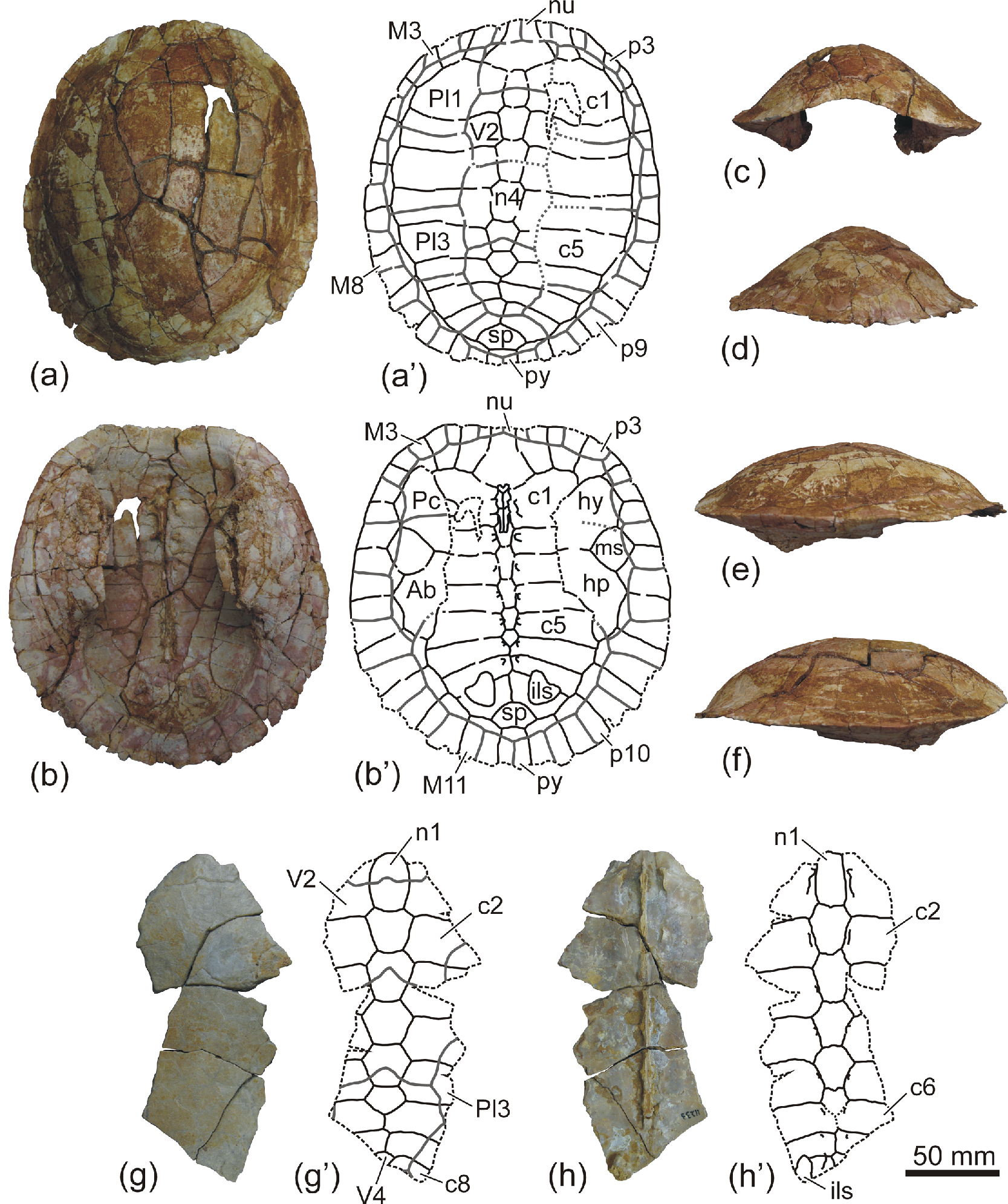
Panzerreste von Shetwemys aus dem Fayyum

Die Reptilien sind wiederum sehr divers und mit allen heute noch bestehenden Ordnungen vertreten. In der Regel liegen die Reste in der Qasr el-Sgha- und in der Gebel-Qatrani-Formation, nur selten in älteren Gesteinsschichten. Das umfangreiche Material der Schildkröten setzt sich überwiegend aus den Panzerresten zusammen, jedoch liegen auch Schädel und Elemente des Körperskeletts vor. Es kommen Vertreter aus den beiden heutigen Ordnungen vor. Zur Gruppe der Halsberger-Schildkröten kann Gigantochersina verwiesen werden, eine Landschildkröte von der Größenordnung der Galapagos-Schildkröten. Von dieser Gattung sind mehrere vollständige Panzer von bis zu 88 cm Länge erhalten. Anfänglich wurden die Funde den Paläarktischen Landschildkröten zugesprochen. Bei den Halswender-Schildkröten sind unter anderem die Gattungen Cordichelys, Dacquemys, Albertwoodemys, Shetwemys und Stereogenys hervorzuheben. Alle gehören zur Familie der Podocnemididae, welche vornehmlich Süßwasserformen enthält. Es handelt sich meist um kleine bis mittelgroße Formen, als große Form hat Stereogenys eine Panzerlänge von bis zu 46 cm.
Von den Schuppenkriechtieren liegen rund 100 Wirbelfragmente vor. Zu ihnen gehören unter anderem die ältesten Vertreter der Warane. Ebenso tritt noch eine etwas urtümlichere, bisher unbestimmte Form auf. Die Funde lassen annehmen, dass die gesamte Gruppe in Afrika ihren Ursprung hat. Auch die Schlangen sind überwiegend über Wirbel belegt, das überwiegende Material wird der Qasr el-Sagha-Formation zugewiesen. Unter ihnen beeindruckt vor allem Gigantophis, deren breite und niedrige Wirbel an jene grabender Schlangen erinnern. Aufgrund ihrer Gesamtlänge von schätzungsweise 6,9 m ist diese Lebensweise für die großen Tiere aber eher unwahrscheinlich. Bisher ist kein Schädelmaterial bekannt, so dass über die Ausmaße und Dehnungsfähigkeit des Mauls und somit über die Beutegröße nichts ausgesagt werden kann; andere Vertreter der Madtsoiidae besaßen aber nicht die Anpassung an eine extreme Mauldehnung wie bei heutigen Riesenschlangen. Pterosphernus war dagegen an ein Leben im Wasser angepasst, worauf die seitlich stark gepressten Wirbel schließen lassen. Auch sie erreichte große Ausmaße. Neben diesen beiden häufigsten Vertretern kommen noch einige kleinere, bisher unbestimmte Boas vor, ebenso wie Erdboas. Mit Renenutet und Procerophis treten auch zwei Formen der Nattern- und Vipernartigen auf, bisher sind aber nur einige wenige Wirbel überliefert. Ebenfalls über einzelne Wirbel sind Doppelschleichen in der Fossilgemeinschaft präsent.
Innerhalb der Krokodile lassen sich im Fayyum-Gebiet zwei Formengruppen unterscheiden. Die eine besteht aus langschnäuzigen Vertretern, die stammesgeschichtlich in der Nähe der heutigen Gaviale stehen. Als älteste Form ist Paratomistoma noch aus der Gehannam-Formation des Wadi el-Hitan anhand eines Schädels beschrieben worden. Ihre Fundlage in marinen Sedimenten lässt auf eine Anpassung an ein Meeresleben schließen. Alle anderen Funde sind stratigraphisch jünger. Von Bedeutung ist hier Eogavialis, dessen Fundmaterial ursprünglich dem rezenten Sunda-Gavial zugesprochen wurde. Allerdings erwies sich Eogavialis als sehr basal stehend in der Entwicklung der Gaviale, möglicherweise gehört er in eine Linie noch vor der Aufspaltung in die heutigen südostasiatischen und die ausgestorbenen südamerikanischen Formen. Die zweite Gruppe wird durch Tiere mit breiten Schnauzen repräsentiert, die wohl eine engere Beziehung zu den Echten Krokodilen zeigen. Zuerst der heutigen Gattung Crocodylus zugeordnet, handelt es sich hier aber sehr wahrscheinlich um stammesgeschichtlich ursprünglichere Angehörige. Neben diesen Formen liefert ein Unterkieferfragment eines bisher unbenannten Mitglieds der Sebecosuchia einen der seltenen Nachweise dieser Gruppe aus Afrika. Gemeinsam mit einigen Funden aus Südamerika ist das Stück aus dem Fayyum auch einer der jüngsten Belege eines Vertreters aus dieser urtümlichen und entfernteren Krokodilsverwandtschaft.
Fossilien von Vögeln sind eher spärlich mit einzelnen Bein- und Fußknochen, manchmal auch mit Schädelfragmenten überliefert. Den frühesten Nachweis der Vögel in der Region bildet ein Tibiotarsus aus der Birket-Qarun-Formation des Wadi el-Hitan. Für ihn wurde die Gattung Eopelecanus etabliert, er ist gleichzeitig einer der ältesten Belege für die Pelikane. Die übrigen Funde entstammen fast ausnahmslos der Gebel-Qatrani-Formation und verteilen sich auf rund ein halbes Dutzend Ordnungen. Nur wenige Objekte lassen sich genau zuweisen. Hierzu gehören die Gattungen Nupharanassa und Janipes, die den Blatthühnchen innerhalb der Regenpfeiferartigen nahestehen. Die Schreitvögel dagegen repräsentiert Xenerodiops, der etwas kleiner als heutige Störche war und über einen Schädel und einen Oberarmknochen dokumentiert ist. Ein weiterer Schädel wird Palaeoephippiorhynchus zugesprochen, ebenfalls ein Verwandter der Störche. Einige andere Funde stehen wiederum mit der heutigen Gattung Nycticorax und damit mit den Reihern innerhalb der Ruderfüßer in Verbindung. Zur gleichen Verwandtschaftsgruppe gehören auch die Schuhschnabel, welche ein eher seltenes Fossilelement bilden. Sie sind mit Goliathia im Fayyum vertreten. Darüber hinaus waren Greifvögel (unter anderem mit den Habichtartigen und den Fischadlern) sowie Kranichvögel (mit den Rallen) anwesend, ebenso wie Turakos und Flamingos, hier ist das Material aber zu fragmentiert für genauere Aussagen. Neben den bekannten Vogelgruppen lassen sich einige überlieferte Formen nicht exakt einordnen. Zu nennen ist hier Eremopezus, ein wohl flugunfähiger Vogel mit den Ausmaßen heutiger Nandus. Dieser mit langen und schlanken Beinen ausgestattete Vogel, allein der Tarsometatarsus misst gut 34 cm, ähnelte keiner der bekannten Gruppen großer Laufvögel. Eine ursprünglich als Stromeria benannte ähnliche Form aus dem Fayyum-Gebiet galt anfänglich sogar als Basalform der madagassischen Elefantenvögel. Heute wird Stromeria als synonym zu Eremopezus aufgefasst. Wahrscheinlich handelt es sich um eine eigenständige Entwicklung innerhalb der Vogelwelt Afrikas. Ein weiterer wohl flugunfähiger Vogel, angezeigt durch einen stark fragmentierten Beinknochen, könnte den ausgestorbenen Ameghinornithidae angehören; diese wurden bisher nur aus Europa beschrieben.

#### Säugetiere

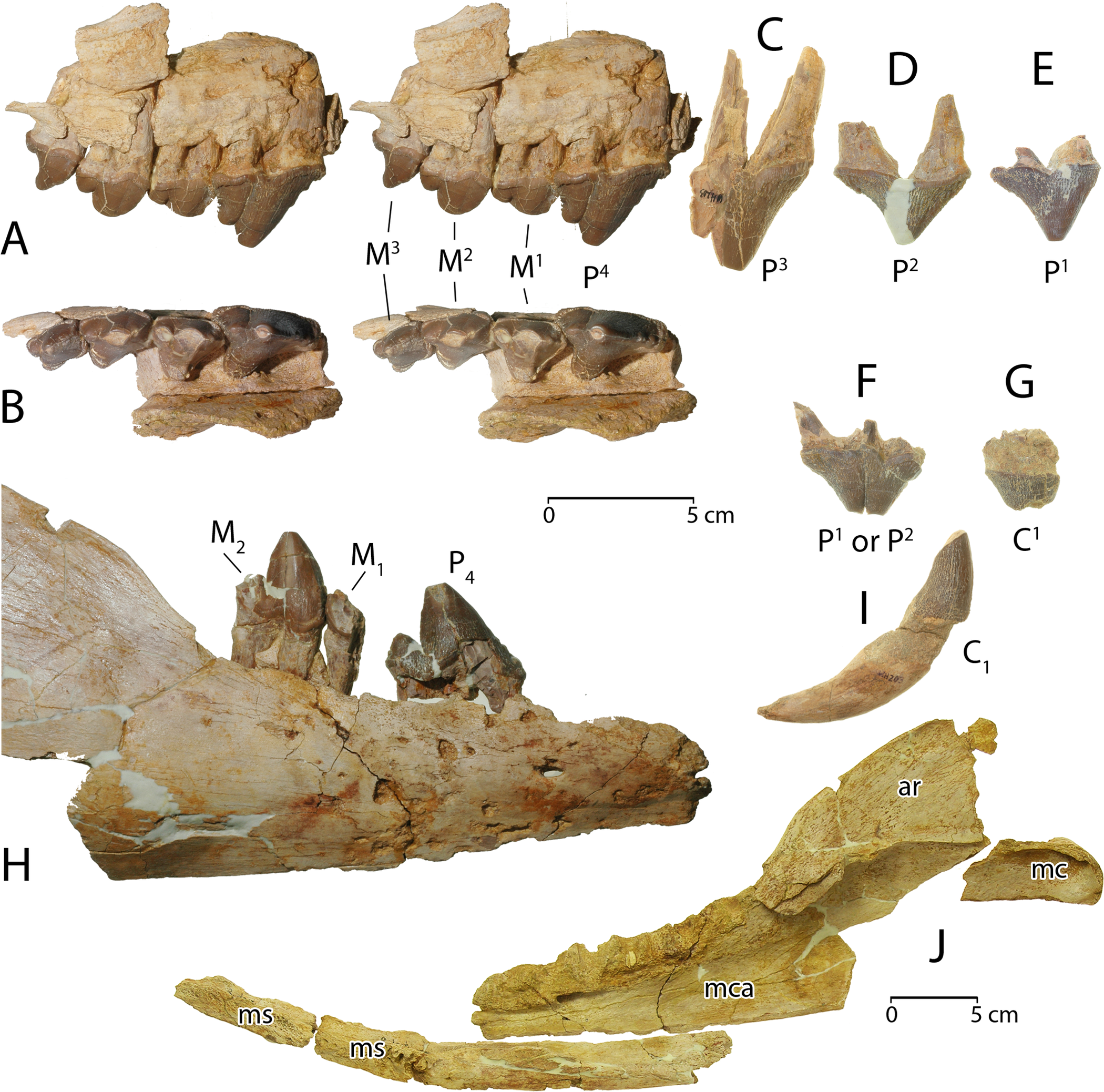
Gebissreste von Aegicetus aus dem Fayyum

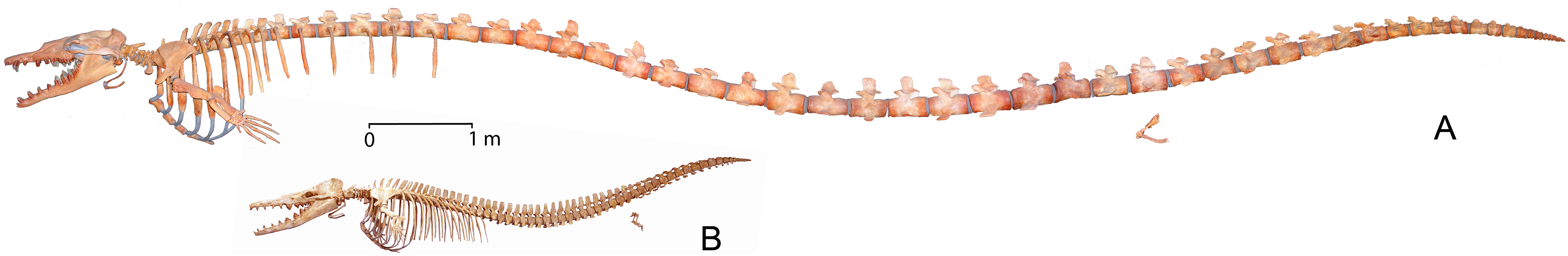
Skelett von Basilosaurus und Dorudon aus dem Wadi el-Hitan im Größenvergleich; das obere Individuum ist 15 m lang

Skelett von Dorudon aus dem Wadi el-Hitan in Originallage

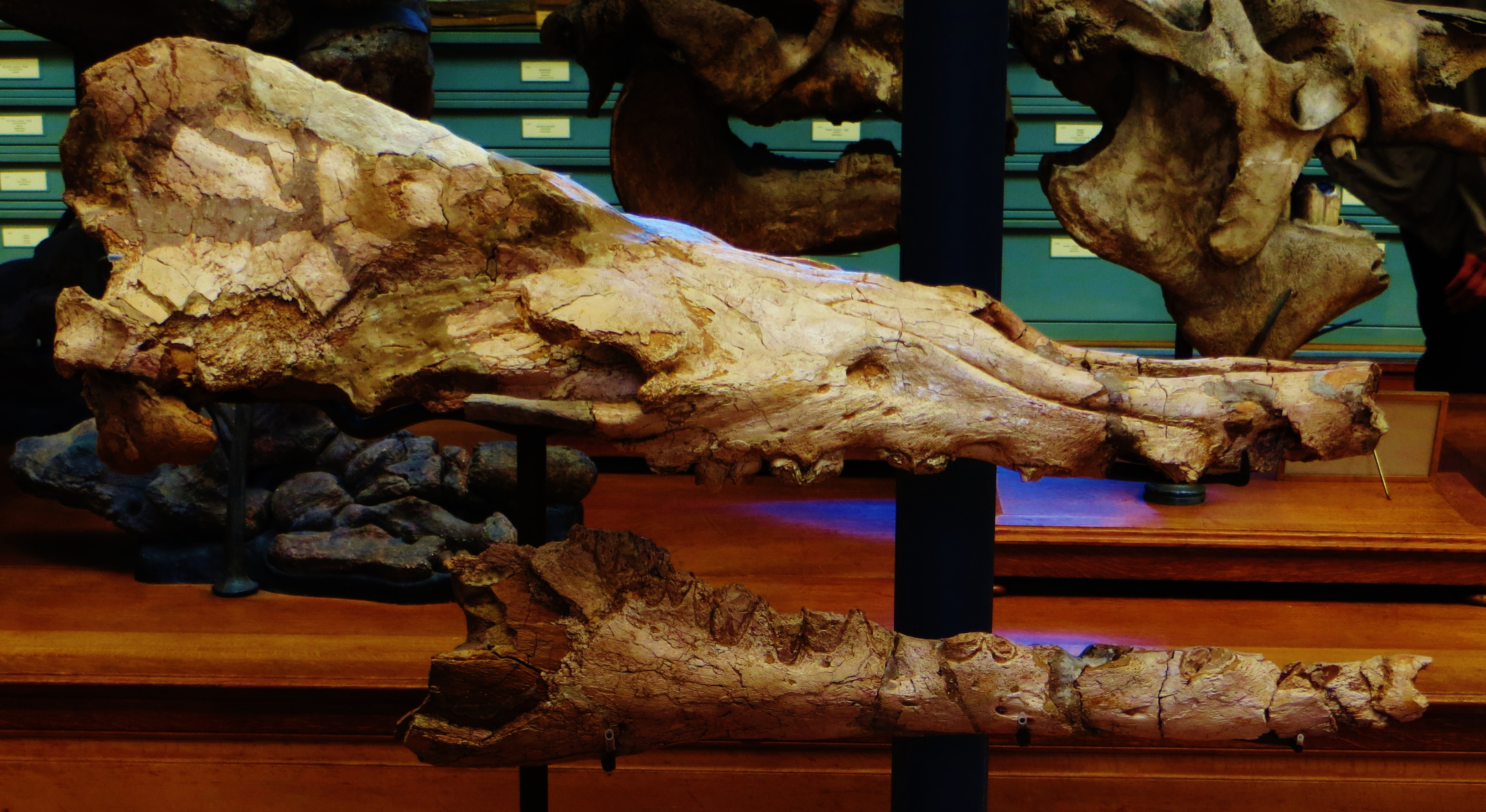
Schädel von Saghacetus aus dem Fayyum

Die Säugetiere sind sehr umfangreich und mit mehr als einem Dutzend, zum Teil heute ausgestorbenen Ordnungen belegt. Sie kommen in allen Bereichen der Maadi-Gruppe vor. Zu unterscheiden ist zwischen meeresbewohnenden und landlebenden Formen. Erstere finden sich überwiegend in den unteren (Gehannam- und der Birket-Qarun-Formation), letztere in den oberen (Qasr-el-Sagha- und Gebel-Qatrani-Formation) Abschnitten. Die ursprünglichste Gruppe bilden die Beuteltiere, von denen wenigsten zwei Vertreter vorliegen. Dazu gehört Peratherium, das das erste in Afrika überhaupt nachgewiesene Beuteltier repräsentiert und in die nähere Verwandtschaftsgruppe der Beutelratten gehört. In einer ähnlichen Beziehung steht wohl Ghamidtherium. Beide Formen sind lediglich über mehrere Unterkiefer und einzelne Oberkieferreste bekannt. Die Zuweisung von Ghamidtherium zu den Beuteltieren wird aber teilweise in Frage gestellt, andere Autoren gruppieren die Reste eher mit den Insektenfressern. Mit den Ptolemaiida wurde eine ausgestorbene Ordnung kleiner, wohl insektenfressend lebender Säugetiere eingeführt, deren systematische Stellung zunächst unklar war. Kennzeichnend sind die überdimensionierten mittleren Backenzähne von den hinteren Prämolaren bis zum vordersten Molar, während die anderen Backenzähne relativ klein bleiben. Wenigstens drei Gattungen wurden aus dem Fayyum beschrieben. Die bekannteste ist die Typusform Ptolemaia, deren Erstnachweise in Form von Gebissresten bereits vom Beginn des 20. Jahrhunderts stammen. Später kamen auch Schädelfunde zu Tage. Weitere Formen aus dem Fayyum sind Qarunavus und Cleopatrodon. Bemerkenswert bei den Funden der Ptolemaiida im Fayyum ist, dass sie fast alle in einem Umkreis von rund 1 km zum Vorschein kamen, so dass die Tiere möglicherweise ökologisch eng begrenzt waren. Heute werden die Ptolemaiidae mit den Afrotheria assoziiert, was sich unter anderem am Muster des Zahndurchbruchs abzeichnet.

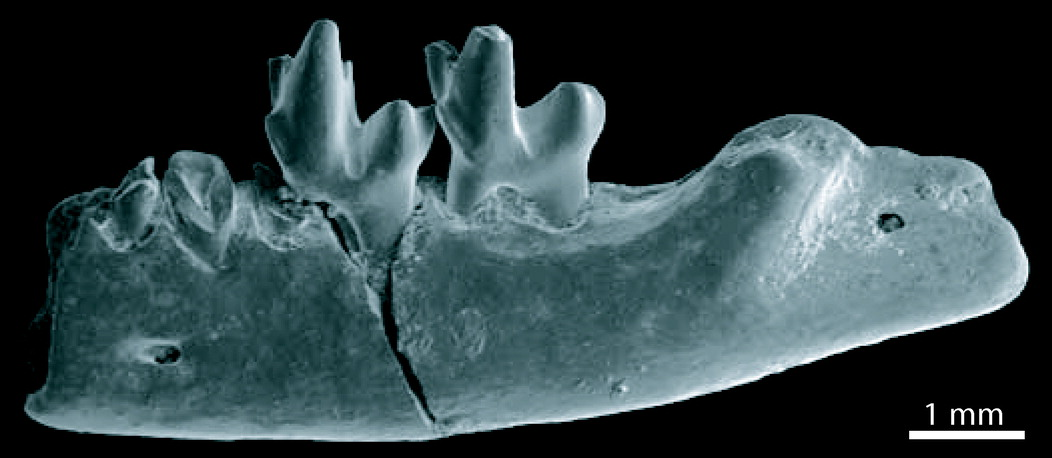
Unterkieferrest von Dilambdogale aus dem Fayyum

Die eigentlichen Afrotheria bilden eine der Hauptfundgruppen in der Fossilgemeinschaft von Fayyum. Von den kleinen, insektenfresseartigen Formen sind zumeist Gebissfragmente überliefert. Das gilt für Eochrysochloris als urtümlichem Angehörigen der Goldmulle ebenso wie für einige weitere, eher entfernte Verwandte der Tenrekartigen. Zu nennen wären hier etwa Dilambdogale, Widanelfarasia oder Qatranilestes. Sowohl die heutigen Goldmulle als auch die Tenrekartigen zeichnen sich durch drei markante Höckern und durch eine V-förmige Scherleiste auf jedem Molaren aus (zalambdodontes Zahnmuster), die drei letztgenannten fossilen Gattungen besitzen auf den vorderen Mahlzähnen aber noch eine urtümlichere W-förmige Scherleiste (dilambdodontes Zahnmuster). Herodotius wiederum kann als ein sehr früher Vertreter der Rüsselspringer angesehen werden. Die Gattung basiert auf mehreren Schädel- und Unterkieferfragmenten. Ein weiterer Unterkiefer und ein Zahn sind von Metoldobotes bekannt, einer deutlich moderneren und größeren Form.
Herausragend ist der Fossilbericht der Schliefer im Fayyum, allein in der Gebel-Qatrani-Formation stellen sie fast ein Drittel aller Säugetierfunde. Die Schliefer gehören zu den wichtigsten biostratigraphischen Elementen des paläogenen Afrikas. Von Dimaitherium sind Schädel- und Körperelemente erhalten. Es repräsentiert mit seinem noch langgestreckten Schädel einen archaischen Schliefer, der Bau seines Fußes verweist auf eine mögliche kletternde Fortbewegung mit rapiden aber nicht ausdauernden Bewegungen. Andere frühe Formen sind Geniohyus, Bunohyrax oder Pachyhyrax, häufig unterscheiden sie sich nur durch die Modifikationen der Mahlzähne von einem buckeligen (bunodonten) Kauflächenmuster hin zu einem mit einer mondsichelförmigen Scherleiste (selenodont). Deutlich moderner wirken Saghatherium und Thyrohyrax, was durch den gekürzten Schädel angezeigt wird. Ersteres stellte möglicherweise einen schnellen Läufer dar. Bei beiden Vertretern sind an der Innenseite der Unterkiefer kammerartige Hohlräume ausgebildet, die nur bei männlichen Tieren auftreten, deren Funktion aber unklar ist. Bei Antilohyrax lässt die Hinterfußkonfiguration ein sich wohl springend fortbewegendes Tier vermuten. Die meisten der hier genannten Schliefer waren relativ klein und übertrafen die heutigen Arten nur geringfügig. Dem gegenüber erreichte Megalohyrax die Größe eines Esels, während Titanohyrax schätzungsweise über 800 kg wog und somit die Ausmaße eines kleinen Nashorns besaß. Von beiden sind vorwiegend Schädel- und Gebissreste erhalten.

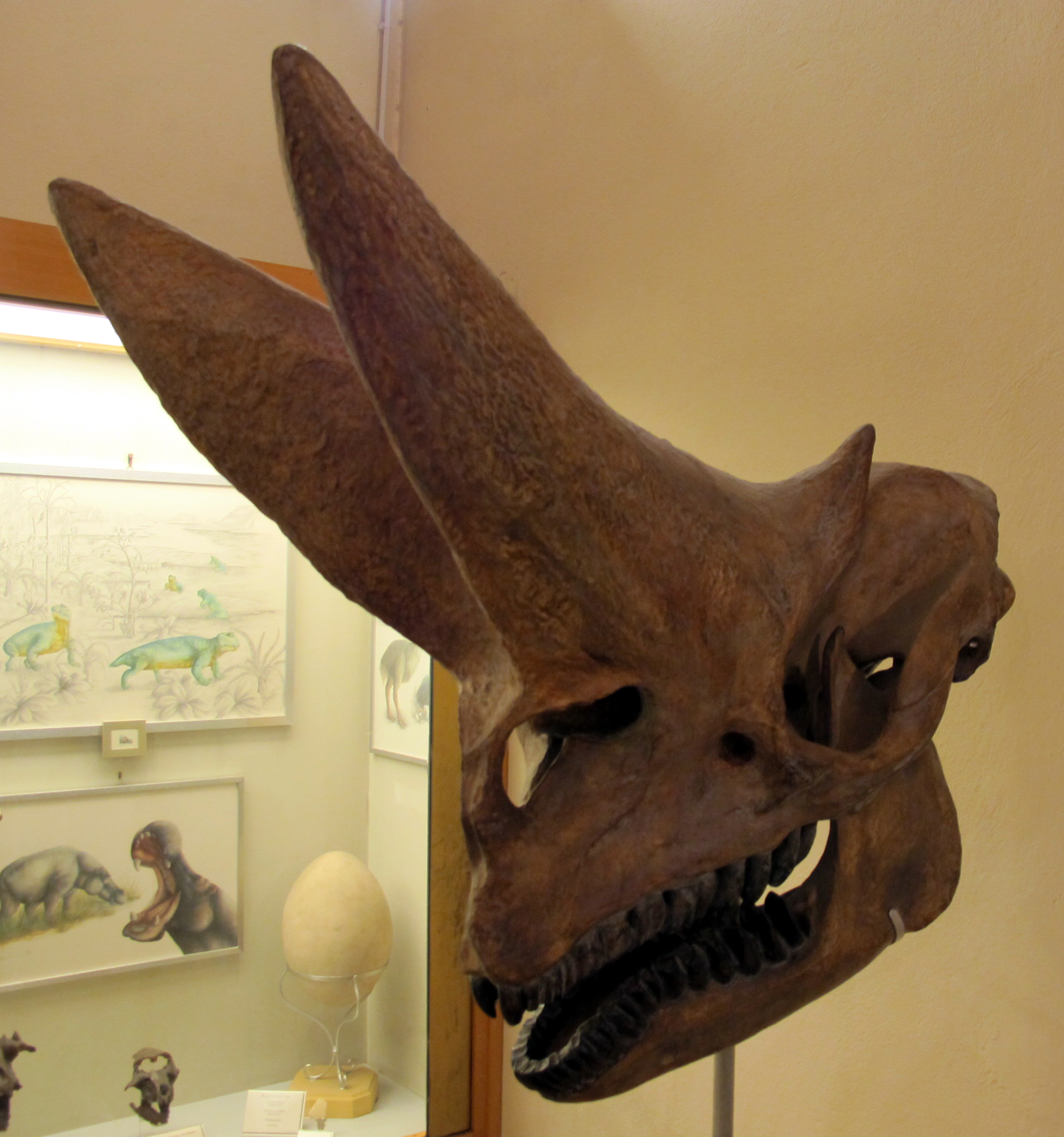
Schädel von Arsinoitherium aus dem Fayyum

Eine der bekanntesten und wohl auch charakteristischsten Fossilformen der gesamten Fayyum-Region stellt Arsinoitherium dar, ein gewaltiges Tier mit bis zu 3,4 m Körperlänge. Nahezu das gesamte Skelett des Tieres ist von mehreren Dutzend Individuen bekannt. Dessen Hauptmerkmale finden sich in den zwei knöchernen Hornpaaren auf dem Schädel, von denen das größere vordere aus dem Nasenbein gebildet wurde. Ebenso auffallend ist das Gebiss mit 44 hochkronigen Zähnen, mit denen die wohl weiche Pflanzenkost zerquetscht wurde. Äußerlich ähnelte Arsinoitherium den Nashörnern, mit denen es dem Skelettbau nach nicht näher verwandt ist, es wird in die eigene, ausgestorbene Gruppe der Embrithopoda verwiesen. Außerordentlich hohe Bedeutung erlangte die Fayyum-Region durch die Fossilien von Rüsseltieren. Sie gehören alle einer sehr frühen Entwicklungsphase an, deren gemeinsames Kennzeichen sich im vertikalen Zahnwechsel findet. Moeritherium bildete innerhalb dieser wohl einen Seitenzweig. Es zeigte sich äußerlich schweineartig und verfügte noch nicht über einen Rüssel. Dagegen wirkte das deutlich größere Barytherium schon eher wie ein klassisches Rüsseltier, es besaß aber insgesamt acht kleine Stoßzähne. Beide Formen waren ausgesprochene Sumpfbewohner. Zwei weitere nachgewiesene Gattungen sind Palaeomastodon und Phiomia. Beide erscheinen durch ihre vorderen Molaren mit drei quergestellten Leisten gegenüber zwei bei den zuvor genannten Vertretern etwas moderner, außerdem sind die Stoßzähne länger. Es wird teilweise angenommen, dass ersteres der Entwicklungslinie der Mammutiden näher steht, letzteres den Gomphotherien und den Elefanten. Die Seekühe kommen stratigraphisch weit gefasst vor. Protosiren tritt bereits in der Gehannam-Formation mit einigen gut erhaltenen Skeletten auf. Sein sehr früher Abzweig innerhalb der Seekühe ist unter anderem noch an den deutlich ausgebildeten Vorder- und Hinterextremitäten und den kräftigen Dornfortsätzen der Brustwirbel erkennbar, die wohl ein semi-aquatisches Leben erlaubten. Die anderen Gattungen, Eosiren und Eotheroides, sind sowohl stammesgeschichtlich als auch stratigraphisch jünger und stehen den heutigen Dugongs näher, sie besaßen ein wesentlich reduziertes Gliedmaßenskelett und stärker geschwollene Knochen. Das bis zu 2,5 m lange Eosiren lebte möglicherweise nicht rein meeresbewohnend, sondern kam auch flussaufwärts vor. Die verschiedenen Seekühe des Fayyum ernährten sich von Seegräsern, wahrscheinlich besetzten sie unterschiedliche ökologische Nischen.

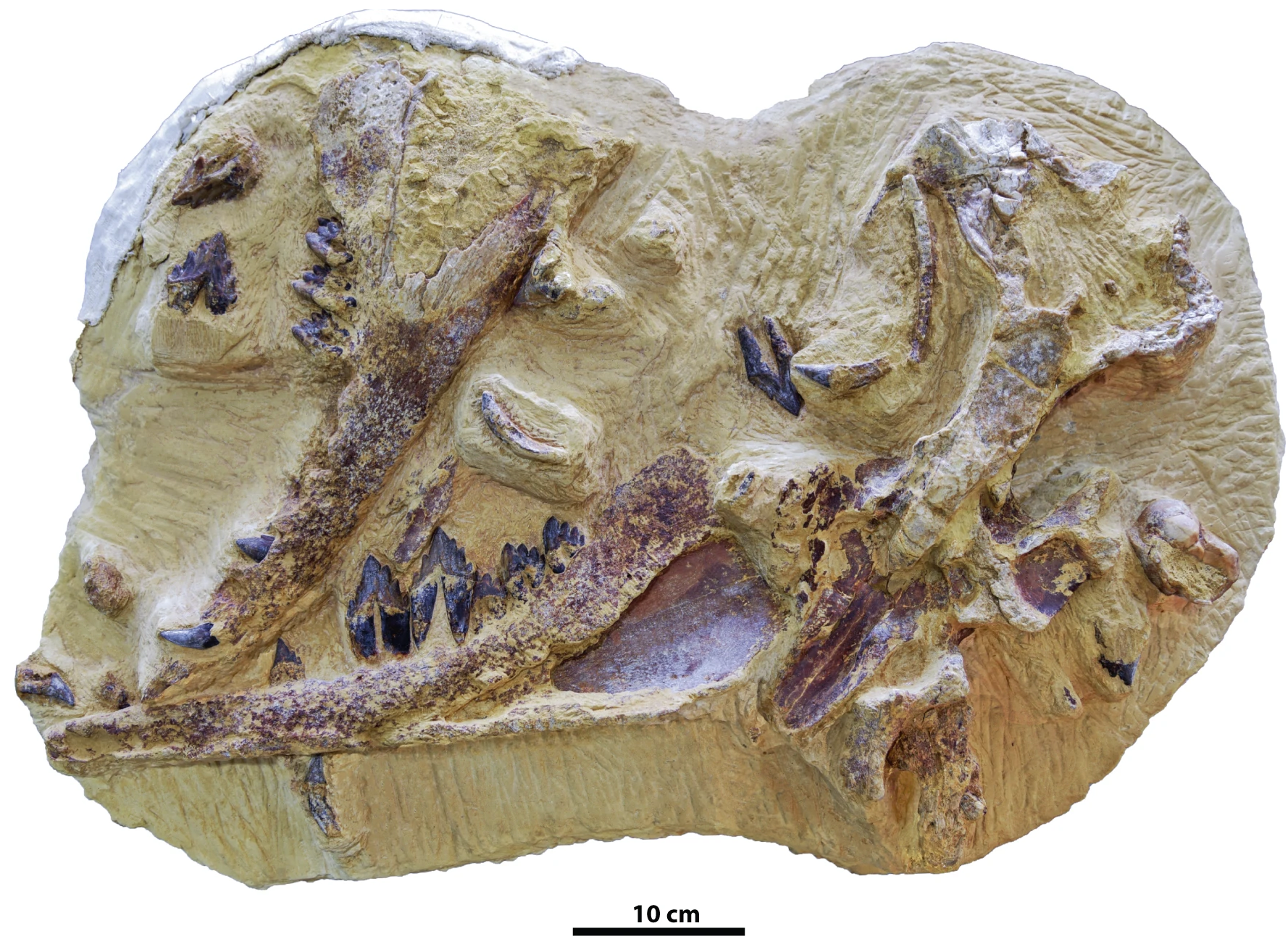
Teilschädel von Tutcetus aus dem Fayyum

Neben den Afrotheria mit den Seekühen entstanden auch innerhalb der Laurasiatheria mit den Walen meeresbewohnende Säugetiere. Sie sind im Fayyum sehr reichhaltig mit teils vollständigen Skeletten nachgewiesen. Verschiedentlich treten Reste bereits in der Mokattam-Gruppe auf, sehr häufig werden Wale in der Gehannam- und Birket-Qarun-Formation gefunden, in der Qasr-el-Sagha-Formation geht ihr Anteil aber wieder zurück. Allein aus dem Wadi el-Hitan sind gut 500 Skelette bekannt, die die Größe und individuelle Entwicklung der Tiere zu studieren erlauben. Weitere Funde kamen in den Aufschlüssen nördlich und südlich des Qarun-Sees zu Tage. Die bisher aus dem Fayyum-Gebiet beschriebenen Formen gehören einer ursprünglichen Walgruppe an, die als Archaeoceti bezeichnet wird. Diese unterscheiden sich von modernen Walen durch einen vollständigen Gebissschluss, Zähne mit zahlreichen kleinen Höckerchen, weniger spezialisierte Flipper und Hinterbeine, an denen noch die Füße und Zehen ausgebildet waren. Der Nachweis der komplett entwickelten Hinterextremitäten konnte anhand der Fayyum-Fossilien erstmals erbracht werden. In Übereinstimmung mit den heutigen Walen war die Lendenwirbelsäule bereits extrem verlängert. Die ältesten Funde entstammen der Midawara-Formation im Wadi el-Rayyan. Dies zeigt sich unter anderem an den Hintergliedmaßen von Rayanistes, einem Mitglied der Remingtonocetidae. Diese sehr urtümlichen Wale sind bisher weitgehend vom Indischen Subkontinent belegt. Die Gesteinseinheit barg zusätzlich ein Teilskelett von Phiomicetus, das wiederum den Protocetidae zuzuweisen ist, einer ebenfalls sehr ursprünglichen Verwandtschaftsgruppe der Wale. Zu ihr zählt gleichfalls Aegicetus, der mit bisher zwei Individuen aus der Gehannam-Formation des Wadi el-Hitan vorliegt. Die nur knapp 900 kg schweren Tiere hatten noch relativ gleich große Hände und Füße. Demzufolge bewegten sie sich weniger undulierend im Wasser fort, sondern nutzten noch stärker ihre Gliedmaße für den Vortrieb. Hinzu kommen die schwächer abgeplatteten Schwanzwirbel, so dass möglicherweise noch keine Fluke ausgebildet war. Ebenso besaß Aegicetus ein noch voll entwickeltes Brustbein, abweichend von späteren Walen. Die anderen Wale aus dem Fayyum-Gebiet gehören zu den Basilosauridae, die bekanntesten und häufigsten Vertreter hier sind Basilosaurus, ein 18 m langer und in seiner Körperform eher schlangenartig wirkender Riese, und das bis zu 5 m lange Dorudon. Anhand von Magenresten von Basilosaurus aus dem Wadi el-Hitan konnte aufgezeigt werden, dass der riesige bezahnte Wal Jagd auf seinen kleineren Verwandten Dorudon machte und wohl bevorzugt dessen Nachwuchs nachstellte. Als weiteres Beutetier ließ sich der ausgestorbene Knochenfisch Pycnodus nachweisen. Damit nahm Basilosaurus, dessen geschätztes Gewicht bei 5,8 bis maximal 20 t lag, wohl die Position eines Spitzenprädators in den Meeren des ausgehenden Eozäns ein. Dorudon hingegen ernährte sich wohl überwiegend von Fischen und nutzte die damals seichten Meeresgewässer zur Geburt des Nachwuchses, wie einzelne Funde von Jungtieren annehmen lassen. Es besaß ein Gewicht von rund 1,1 bis 2,2 t, ein kleines, nur 980 g schweres Gehirn und war gemäß dem Bau des Schädels noch nicht zur Echoortung befähigt. Etwa die gleichen Ausmaße wie Dorudon erreichte Ancalecetus, es zeigte aber ein abweichend konfiguriertes Vorderbein. Saghacetus ist mit 3 m Körperlänge und einem vermuteten Gewicht von 350 kg recht klein und kommt vorwiegend in der Qasr-el-Sagha-Formation vor. Noch kürzer war Tutcetus, der mit einer Länge von 2,5 m und einem Gewicht von schätzungsweise 187 kg einen der kleinsten Vertreter der Basilosauridae repräsentiert. Auf die Form verweist ein Teilskelett aus dem Wadi el-Rayyan. Eher selten treten Stromerius und Masracetus in Erscheinung, von letzterem fanden sich unter anderem einzelne Zähne und Teile des Körperskeletts in der Gehannam-Formation nördlich des Qarun-Sees. Die nächsten Verwandten der Wale finden sich in den Paarhufern, von diesen sind im Fayyum lediglich Vertreter der Anthracotheriidae belegt, die in der Entwicklungslinie zu den Flusspferden stehen. Die äußerlich schweineähnlichen Tiere waren aufgrund ihres Körperbaus wohl ebenfalls an ein semi-aquatisches Leben angepasst. Während von Qatraniodon und Nabotherium jeweils nur wenige Funde vorliegen, setzt sich das Fossilmaterial von Bothriogenys aus mehr als 2000 Zahn- und Knochenlelementen sowie einzelnen vollständigen Schädeln von Tieren aller Altersstufen zusammen.

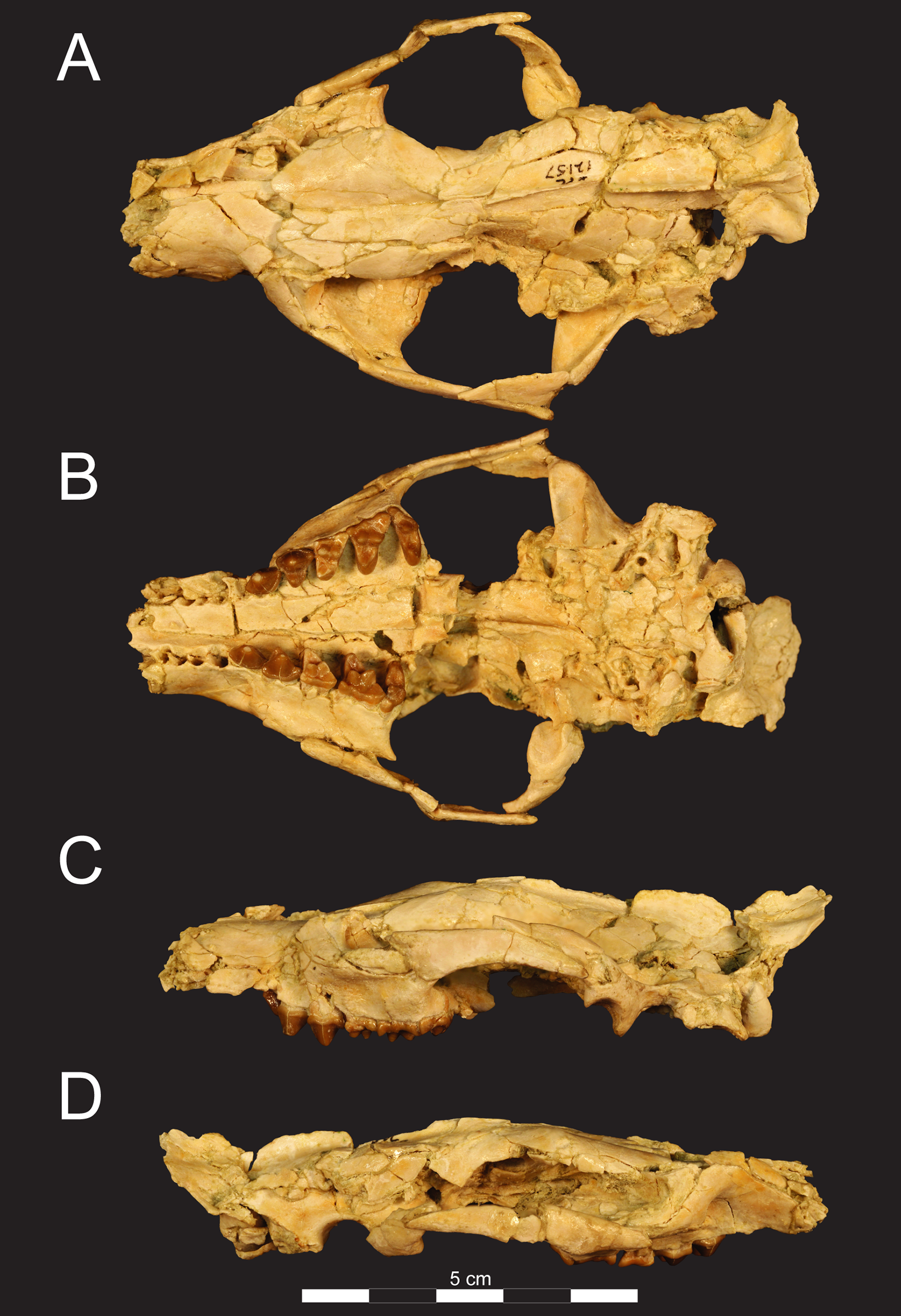
Schädel von Masrasector aus dem Fayyum

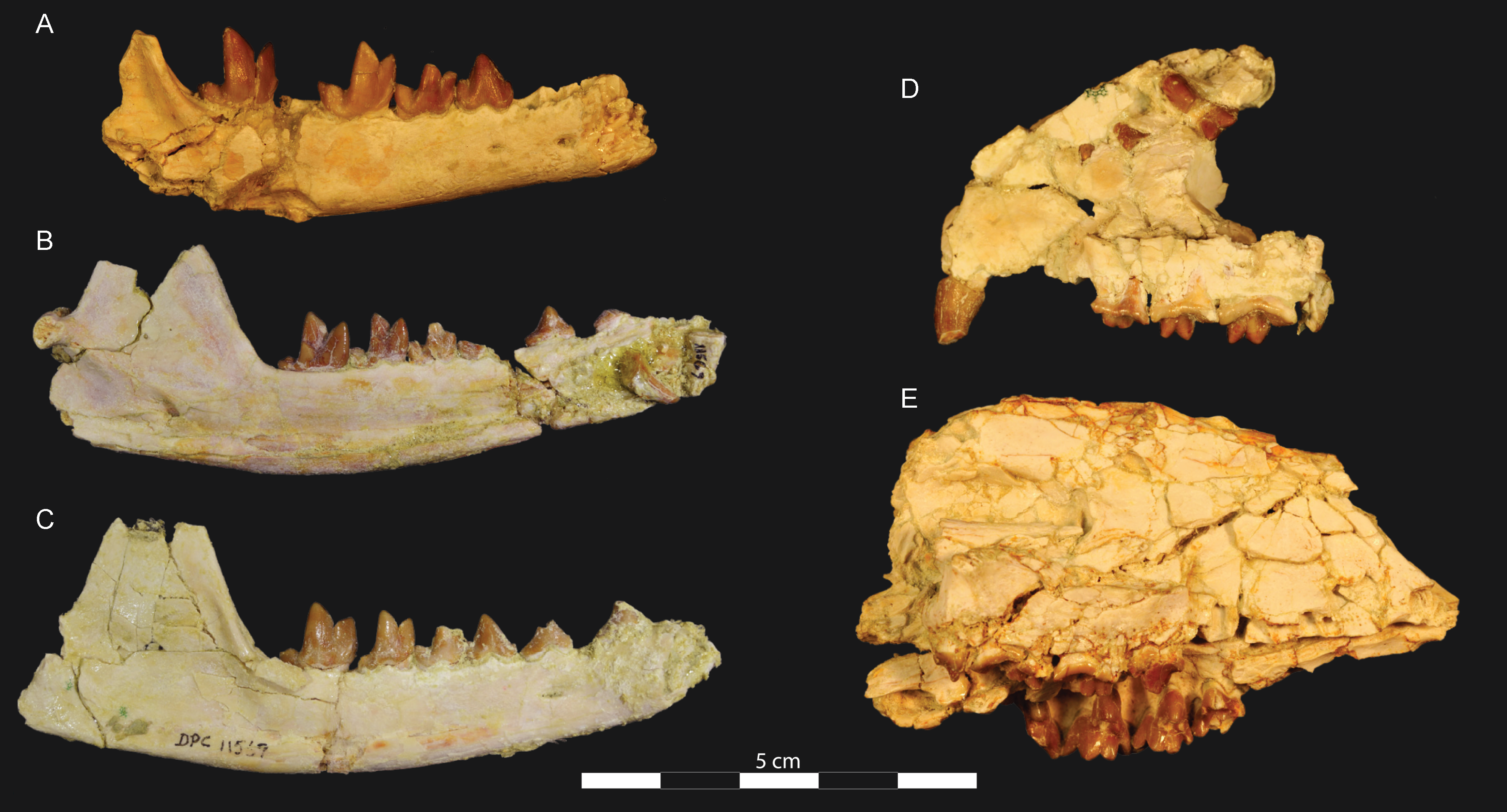
Unterkiefer- und Schädelreste von Brychotherium aus dem Fayyum

Die Hyaenodonta ersetzten im Paläogen die Raubtiere in Afrika und waren dort die ausschließlichen terrestrischen Beutegreifer. Sie werden teilweise in die umfassendere, aber in sich nicht geschlossene Gruppe der „Creodonta“ gestellt. Im Allgemeinen sind die afro-arabischen Hyaenodonta wenig untersucht, frühere Arbeiten verglichen sie zumeist mit Formen wie Pterodon oder Apterodon, die schon von anderen Kontinenten bekannt waren. Das Fundmaterial des Fayyum besteht weitgehend aus Schädeln und Unterkiefern, postcraniale Körperteile sind wenig vorhanden. Unter anderem wurde Masrasector aus dem Fayyum beschrieben, der die Nische der kleinen, bodenlebenden Räuber einnahm, sein Körpergewicht betrug rund 1 kg. Demgegenüber wurde Brychotherium sechsmal so schwer, beide übertraf Akhnatenavus, der etwa 20 kg und mehr wog. Letzteren charakterisierte eine extrem entwickelte Brechschere. Ein ähnliches Merkmal besaß das nahe verwandte Bastetodon, allerdings war dessen Gebiss bereits um einen Mahlzahn reduziert und das Körpergewicht nahezu doppelt so hoch. Alle diese Formen wurden von Sekhmetops übertroffen, während Metapterodon ein weiterer nachgewiesener Vertreter ist. Zwei eingekerbte Endphalangen des Vorder- und Hinterfußes verweisen auf Schuppentiere, eine genauere Bestimmung fand noch nicht statt. Sie liegen mit 2,7 beziehungsweise 1,1 cm Länge im Größenbereich der heutigen Arten. Fledertiere bilden ein eher rares Element unter den Fayyum-Fossilien. Ihr Beleg basiert auf etwas mehr als drei Dutzend Einzelfunden, die vorwiegend Gebissreste und isolierte Zähne einschließen. Die Gattungen Philisis, Witwatia und möglicherweise auch Vampyravus gehören einem ausgestorbenen Zweig der Ordnung an. Vampyravus ist dabei im Gegensatz zu den anderen Fledertieren nur über einen 4,9 cm langen Oberarmknochen bekannt. Dieser bereits Anfang des 20. Jahrhunderts vorgestellte Knochen war der erste Hinweis auf ausgestorbene Fledertiere im Fayyum (und in Afrika). Darüber hinaus übertrifft Vampyravus mit einem Körpergewicht um 120 g die meisten anderen fossil überlieferten Fledertiere. Lediglich Aegyptonycteris besaß eine ähnliche Größe, hierbei handelt es sich um ein großes, räuberisch lebendes Tier. Andere Fledertiere können mit heute bestehenden Linien in Verbindung gebracht werden. So steht Dhofarella den Glattnasen-Freischwänzen nahe, Qarunycteris gehört wiederum zu den Mausschwanzfledermäusen und Saharaderma zu den Großblattnasen. Letztere sowie zusätzlich noch Khonsunycteris, eine Glattnase, können mit etwa 30 g Körpergewicht als die kleinsten Fledermäuse aus dem Fayyum angesehen werden. Bemerkenswert ist auch Phasmatonycteris, da die nächsten Verwandten der Gattung heute mit den Madagassischen Haftscheibenfledermäusen nur auf Madagaskar zu finden sind.

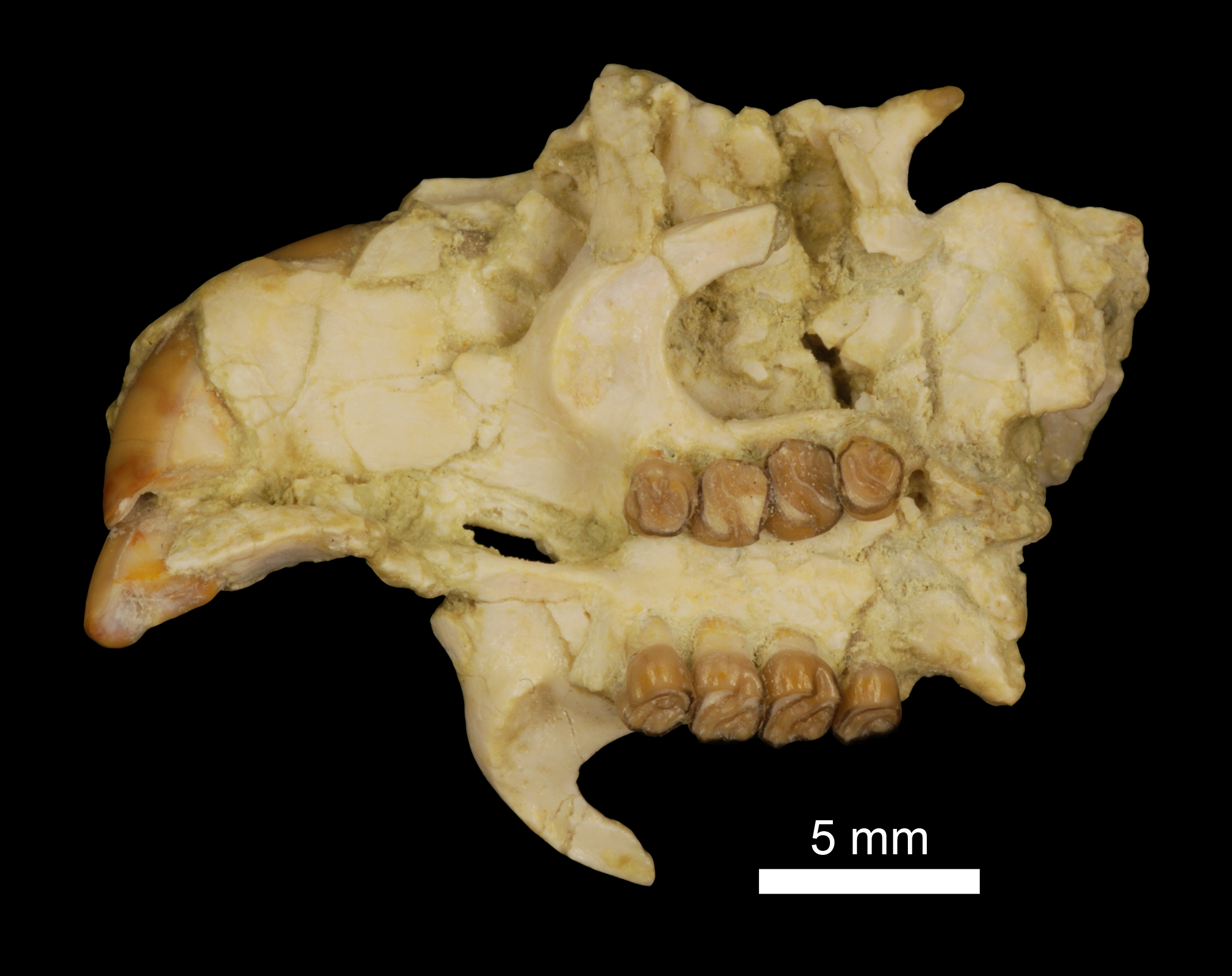
Schädel von Gaudeamus aus dem Fayyum

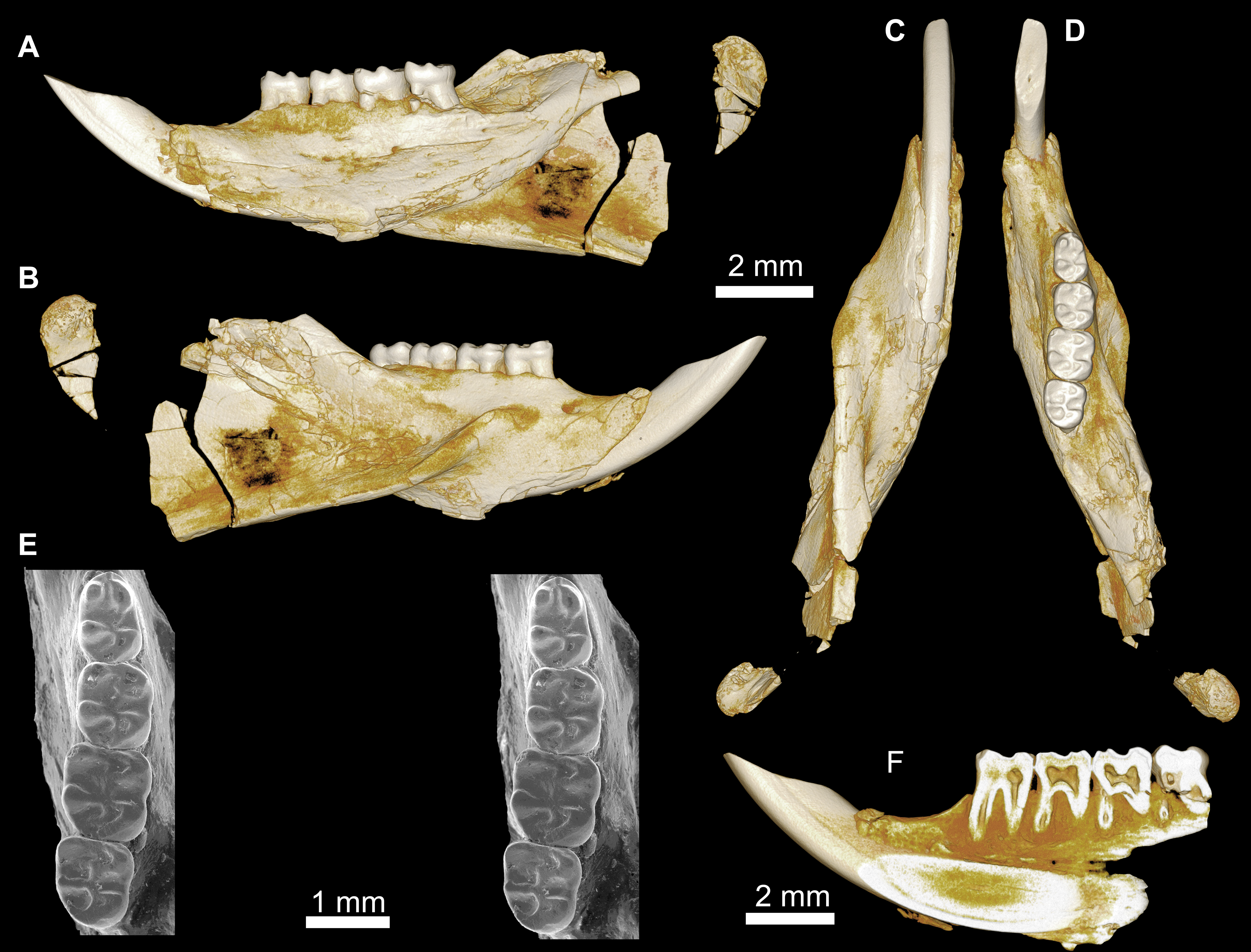
Unterkieferreste von Birkamys aus dem Fayyum

Die Überordnung der Euarchontoglires ist ungemein vielgestaltig vertreten und nimmt allein in der Gebel-Qatrani-Formation mehr als 50 % der Funde ein. Der größere Anteil fällt davon auf die Nagetiere. Hier wiederum dominieren die Stachelschweinverwandten, deren Kennzeichen der hystricognathe Unterkiefer ist. Die Nagetiergruppe vereint ein umfangreiches Schädel- und Gebissmaterial. Phiomys wurde bereits Anfang des 20. Jahrhunderts an einem Unterkiefer definiert und ist vielfach belegt. Näher verwandt sind unter anderem Protophiomys, Acritophiomys und Talahphiomys, aber auch  Qatranimys, Waslamys oder Gaudeamus. Innerhalb der Stachelschweinverwandten bilden alle genannten Formen zumeist ausgestorbene Linien. Allerdings könnten Birkamys und Mubhammys in die Entwicklungslinie der Rohrratten gehören, ebenso wie Monamys. Eine weitere besondere Gruppe findet sich in den Dornschwanzhörnchenverwandten, die bisher nur in den unteren Abschnitten der Qasr-el-Sagha-Formation auftreten. Sie können nur wenig Schädel- und Zahnmaterial vorweisen, nachgewiesene Gattungen sind Shazurus und Kabirmys. Dabei ist ersterer relativ klein, ähnelt im Zahnbau aber schon den Echten Dornschwanzhörnchen. Letzterer stellt die größte bekannte Form der Dornschwanzhörnchenverwandten des Paläogens dar.

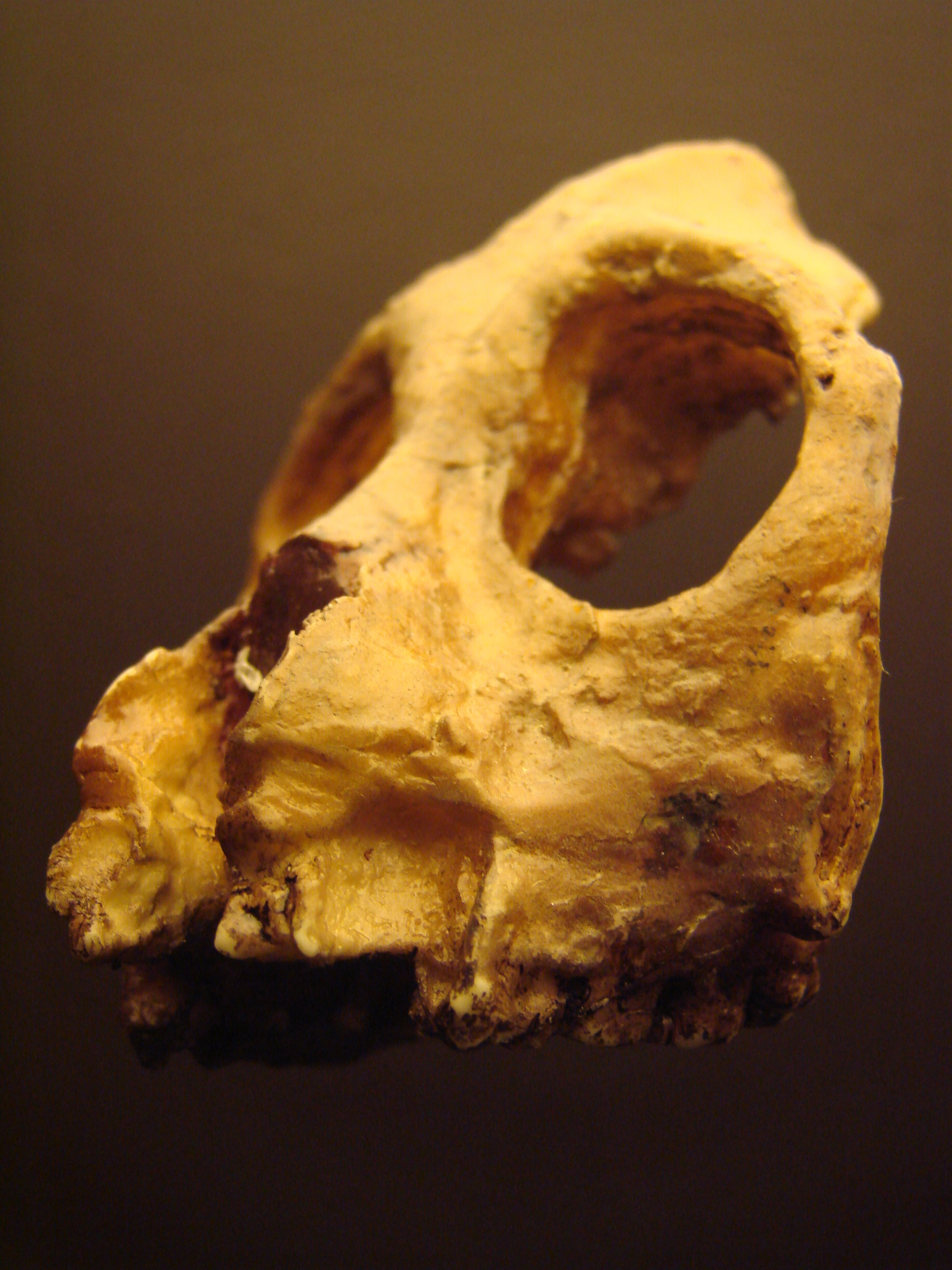
Schädel von Aegyptopithecus aus dem Fayyum

Eine hohe Diversität erreichen auch die Primaten, die neben den Afrotherien eine der angestammten Säugetiergruppen des afrikanischen Kontinents bilden. Loriartige Formen treten unter anderem mit Karanisia und Saharagalago auf, ebenso mit dem zwergenhaften Wadilemur, von dem neben Gebissresten auch Teile des Körperskeletts bekannt sind. Die beiden letztgenannten könnten zur Stammgruppe der Galagos gehören, erster hingegen zu den Loris. Plesiopithecus, definiert anhand eines Unterkiefers und später ergänzt durch zusätzliche Funde wie einen Teilschädel, reiht sich wiederum in die kontinentalen Vorläuferformen des Fingertiers von Madagaskar ein. Eine weitere eher ursprüngliche und ausgestorbene Linie der Primaten wurde mit den Adapiformes etabliert. Ihre Stellung innerhalb der Feuchtnasen- oder innerhalb der Trockennasenprimaten ist teils umstritten. Aus dem Fayyum wurde Afradapis beschrieben, dessen Mahlzähnen mit hohen Höckern und langen Scherkanten eine blattfressende Ernährung anzeigen. Masradapis, der rund 900 g wog, dürfte wiederum aufgrund seiner größeren hinteren Molaren und seines kräftigeren Unterkiefers einen höheren Anteil an Samen und Früchten verzehrt haben. Etwa gleich groß war der verwandte Aframonius, von dem nicht nur Teile des Gebisses, sondern auch des Schädels überliefert sind. Die geringe Größe seiner Augenhöhle spricht für einen tagaktiven Primaten. Andere Formen repräsentieren die Affen und somit die höheren Primaten. Der älteste Vertreter ist Biretia, er kommt bereits im unteren Abschnitt der Qasr-el-Sagha-Formation vor. Anhand der bisher wenigen Zähne und Schädelreste kann ein Tier von etwas mehr als 200 g Gewicht rekonstruiert werden, das abweichend von den meisten heutigen Affen eine nachtaktive Lebensweise pflegte. Im Gegensatz dazu sind alle anderen Affen bisher nur in der Gebel-Qatrani-Formation aufgefunden worden. Es lassen sich verschiedene Entwicklungslinien differenzieren. So gehören etwa die Gattungen Apidium, Parapithecus, Proteopithecus oder Qatrania zu ursprünglichen Seitenlinien der Affen, wobei vor allem Apidium eine sehr große Häufigkeit erreicht. Die Tiere bewegten sich ihrem Körperskelett nach offensichtlich springend durch die Bäume, auch wenn einige Untersuchungen ihre Agilität als weniger groß einschätzen. Andere Formen reihen sich wahrscheinlich in die Stammgruppe der Altweltaffen ein, so unter anderem Catopithecus und Oligopithecus sowie Propliopithecus und Aegyptopithecus. Erstere beiden werden in die Verwandtschaftsgemeinschaft der Oligopithecidae eingegliedert, letztere beiden in die der Propliopithecidae. Dabei kommen die Oligopithecidae vor allem in stratigraphisch älteren, die Propliopithecidae in jüngeren Abschnitten der Gebel-Qatrani-Formation vor und schließen einander so weitgehend aus. Ein einzelner Unterkiefer eines wohl verzwergten, aber noch nicht genau bestimmten Oligopitheciden wurde jedoch in einer deutlich höheren Lage (Fundstelle M) aufgefunden und stellt möglicherweise einen der letzten Nachweise dieser Primatengruppe dar. Der Fund trat hier vergesellschaftet mit verschiedenen Vertretern der Propliopitheciden auf. Besonders hervorzuheben ist allerdings Aegyptopithecus, der einige gute Schädelfunde vorweisen kann. Dadurch ließ sich ein beträchtlicher Sexualdimorphismus herausarbeiten, der zu den frühesten Belegen bei höheren Primaten gehört. Das Gehirnvolumen der Affenform betrug etwa 20 cm³. Bei allen bisher näher untersuchten Affen des Fayyum basierte die Ernährung gemäß der Abnutzung der Zähne auf weicher Pflanzenkost wie Früchte. Der Anteil an harten, die Zähne stärker beanspruchenden Pflanzenteilen war generell gering, bei den Propliopithecidae und den Oligopithecidae aber immerhin doppelt so hoch wie bei den übrigen Affen. Zwei weitere Primaten, Nosmips und Afrotarsius sind in ihrer phylogenetischen Stellung unklar. Von beiden liegen nur einige wenige Zähne und Gebissreste vor, die Mischmerkmale von ursprünglicheren und höheren Primaten aufweisen.

### Spurenfossilien

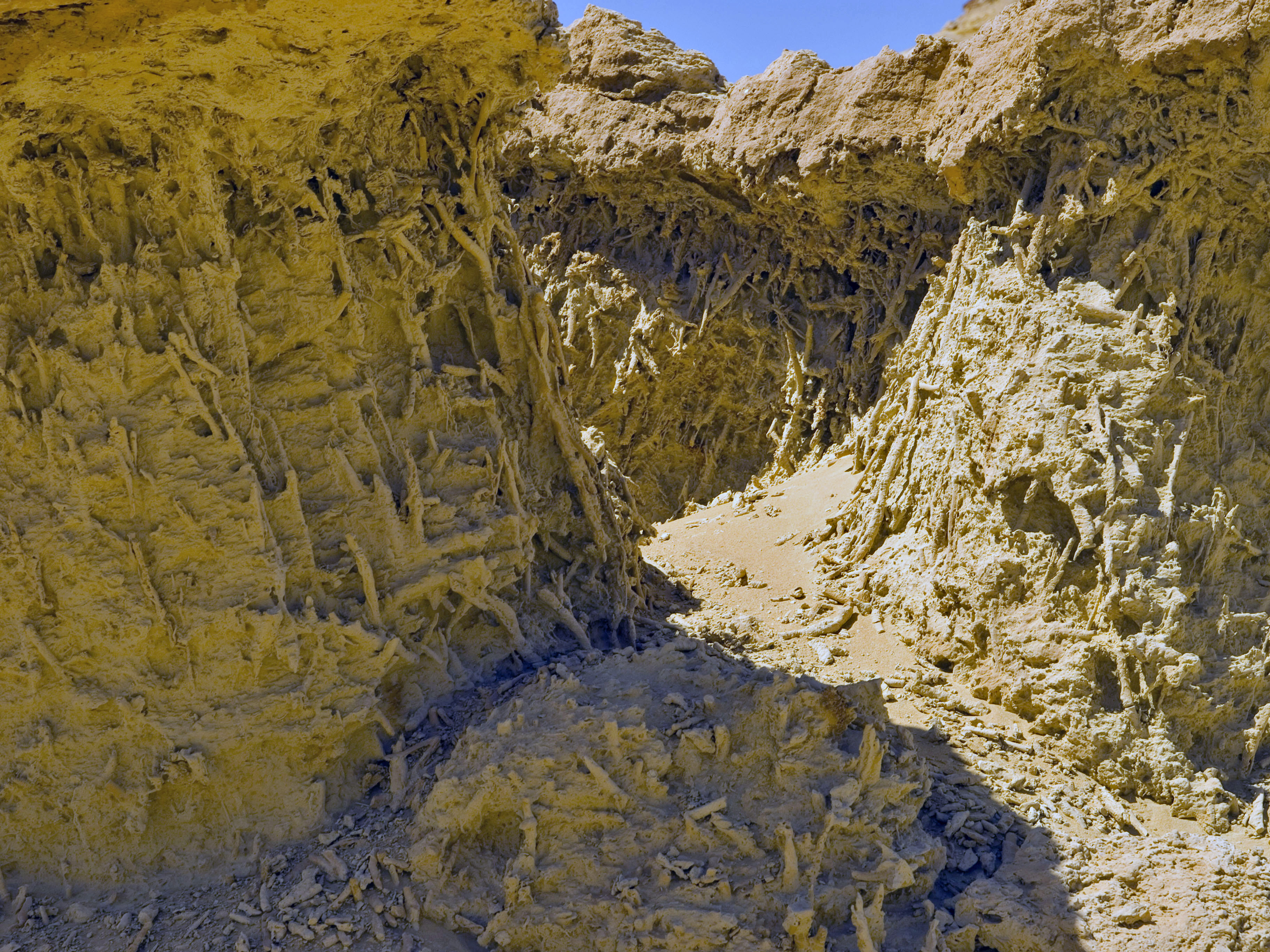
Wurzel- oder Grabspuren im Camp White Layer der Birket-Qarun-Formation im Wadi el-Hitan

Die Fayyum-Region zeichnet sich durch ausgezeichnet erhaltene Spurenfossilien aus, die in allen stratigraphischen Einheiten auftreten können, in größerer Reichhaltigkeit jedoch in den Bodenbildungen der kontinentalen Gebel-Qatrani-Formation überliefert sind. Es sind mehr als zwei Dutzend verschiedene Formen bekannt. Unter ihnen dominieren vor allem die Lebensspuren von Wirbellosen. Es handelt sich meist um Tunnel und Röhren oder kugelförmige Bildungen, die als Fraß- beziehungsweise Grabgänge von Insekten, Würmern, Weichtieren oder Krebsen gedeutet werden. Unter anderem treten aber auch komplexe Gebilde von bis zu 65 cm Durchmesser auf, die häufig aus verschiedensten Gängen, Kammern und Galerien bestehen. Sie stellen fossilisierte Nester von Termiten dar, die der Spurengattung Termitichnus zugewiesen werden. Andere wiederum beinhalten Gänge in mehreren Ebenen, die von Masrichnus stammen und eventuell auf Bienen zurückgehen. Daneben treten auch deutlich größere Strukturen auf, die teils spiralförmige oder U-förmige Gänge von bis zu 1,5 m Länge und 20 cm Durchmesser darstellen. Ihre Entstehung dürfte auf Wirbeltiere zurückgehen, wobei für die mitunter komplexen Tunnelsysteme grabende Säugetiere als Verursacher in Frage kommen. Eine dritte große Gruppe von Spurenfossilien können als Rhizolithe (Wurzelgänge von Pflanzen) angesprochen werden. Sie treten in allen Größen auf und spiegeln die damals vielfältige Vegetation wider. So sind unter anderem Spuren der Brettwurzeln von Bäumen dokumentiert, die wohl auf Mangroven schließen lassen. Einige dieser Wurzelstrukturen haben einen Durchmesser von 3,2 m, so dass entsprechend große Bäume angenommen werden können.

### Altersstellung

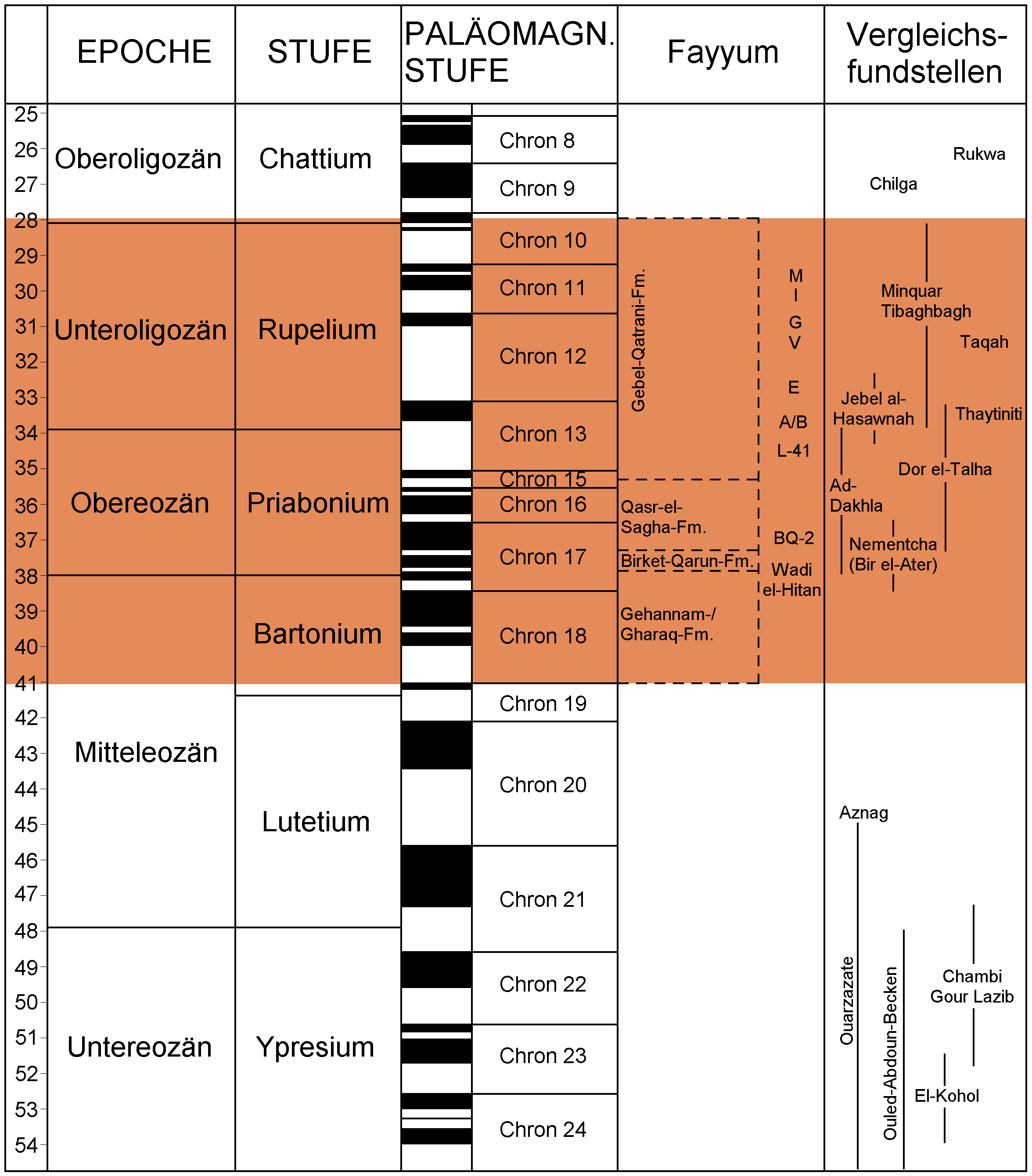
Stratigraphische Position des Fayyum-Gebietes innerhalb des Eozän und Oligozän

Untersuchungen zur Altersstellung der Aufschlüsse im Fayyum und deren Fossilien basieren auf drei unterschiedlichen Ansätzen. Bereits im ausgehenden 19. Jahrhundert wurde für die Fossilien des Fayyums aus biostratigraphischen Erwägungen, etwa in der Zusammensetzung der Haifauna, eine Einstufung in das Obere Eozän und das Untere Oligozän vermutet. Ähnliche Ergebnisse lieferte auch die Molluskengemeinschaft, so dass in der Wende vom 19. zum 20. Jahrhundert an einer „frühtertiären“ (Paläogen) Alterseinstufung kaum zu zweifeln war. Die Biostratigraphie mit ihrer relativchronologischen Betrachtung wurde in der Folgezeit noch verfeinert und eine Faunensukzession von den unteren zu den oberen Abschnitten herausgearbeitet. Vor allem für die marinen Ablagerungen erwiesen sich Wirbellose wie etwa Mollusken und Foraminiferen als gute Leitfossilien. Für letztere konnte für die unteren Abschnitte der Mokattam-Gruppe eine Alterseinstufung in das Mittlere Eozän, genauer in das Lutetium, vorgenommen werden. Die oberen Ablagerungssequenzen der Gruppe beginnend mit der Gharaq-Formation gehören dem Bartonium vor 41 bis 38 Millionen Jahren an. Der Übergang zum Priabonium und damit zum Oberen Eozän vor 38 bis 34 Millionen Jahren findet sich in der oberen Gehannam-Formation und wird durch den Wechsel von Truncorotaloides zu Globigerinatheka und das Auftreten von Turborotalia angezeigt. Es gibt hier allerdings eine gewisse Streubreite, so dass keine exakte stratigraphische Position angegeben werden kann. Eine Alterseinschätzung für die obere terrestrische Abfolge wurde mehrfach mit Hilfe der Säugetiere vorgenommen. Hier ergeben sich aber gewisse Schwierigkeiten, da die Säugetiere in weiten Teilen stark endemisch erscheinen. Sie setzen sich aus originär afrikanischen Formen (Afrotheria) und primär eurasischen Vertretern (Laurasiatheria und Euarchontoglires) zusammen. Als problematisch erwies sich vor allem die Stellung der Gebel-Qatrani-Formation, die je nach Untersuchung entweder vollständig dem Oberen Eozän oder dem Unteren Oligozän angehörte beziehungsweise in den Übergang der beiden Zeitstufen datierte. Anhand einzelner Fossilgruppen konnte dennoch eine relative Altersstellung abgeleitet werden. So wirken die Primaten des Fayyum vielfach ursprünglicher als die stammesgeschichtlich jüngeren Formen des Unteren Miozäns im östlichen Afrika. Wegen der Besonderheit der terrestrischen Säugetierfauna in der Fayyum-Region wurde im Jahr 1991 von John A. Van Couvering und Judith A. Harris das „Phiomian“ als Bezeichnung für eine regionalstratigraphische Stufe vorgeschlagen.
Die im Verlauf des 20. Jahrhunderts entwickelten neuen Datierungsmethoden erlaubten unter anderem absolute Datierungsansätze. Bereits in den 1960er Jahren wurden erste Daten für den auf der eozänen und oligozänen Sedimentabfolge auflagernden Widan-el-Faras-Basalt veröffentlicht, die auf der Kalium-Argon-Methode basierten. Sie ergaben damals ein Alter von 24,7 bis 27 Millionen Jahren, was dem Oberen Oligozän entspricht. Die Werte konnten somit als Mindestalter für die liegenden Sedimentschichten angesehen werden. Weitere radiometrische Analysen aus den 1980er Jahren wiesen dem untersten Abschnitt des Widan-el-Faras-Basalt mit 31 Millionen Jahren ein etwas höheres Alter zu. Das Ergebnis erwies sich im Folgenden aber als ungenau. In den 1990er Jahren durchgeführte Messungen der gleichen Bereiche verbunden mit der Überprüfung der zuvor gewonnenen Altersansätze bestätigten die oberoligozäne Stellung für den Basalt, die neuen Werte betrugen rund 23,6 Millionen Jahre.
Direkte Datierungen der marinen sowie fluviatil-lakustrinen fossilführenden Ablagerungsgesteine des Fayyums sind bisher nicht möglich. Allerdings waren die radiometrischen Untersuchungen der 1990er Jahre mit Messungen zum Paläomagnetismus verbunden. Die analysierten Sequenzen betrafen den oberen Abschnitt der Qasr-el-Sagha-Formation (Dir Abu Lifa Memeber) und die gesamte Gebel-Qatrani-Formation. Innerhalb der Ablagerungsfolge ließ sich ein mehrfacher Wechsel der Polarität des Erdmagnetfeldes nachweisen, den die Autoren mit den magnetostratigraphischen Abschnitten Chron 16 bis Chron 12 in Verbindung brachten. Die Abschnitte entsprachen einer (damaligen) Alterseinstufung von rund 37 bis 33 Millionen Jahren. Als Ergebnis der Arbeit konnte demnach angenommen werden, dass die Fayyum-Ablagerungsserie beinahe vollständig dem Eozän angehörte, nur der oberste Abschnitt der Gebel-Qatrani-Formation fiel in den Übergang zum Unteren Oligozän. Spätere Analysen erfassten eine weitaus umfangreichere Sedimentabfolge beginnend in den basalen Bereichen der Qasr-el-Sagha-Formation und führten auch einen Vergleich mit anderen Fundstellen im näheren und weiteren Umfeld aus. Sie korrigierten und präzisierten die Ergebnisse der ersten Messungen. Aus Sicht der Magnetostratigraphie reicht die Ablagerungssequenz von Chron 17 (Qasr-el-Sagha-Formation) bis Chron 10 (Gebel-Qatrani-Formation), die entsprechenden Altersdaten betragen 38 bis 28,5 Millionen Jahre. Der Übergang vom Eozän zum Oligozän findet sich im Chron 13, welches den unteren Teil der Gebel-Qatrani-Formation einnimmt. Demnach ist der weitaus größere Teil der Gesteinseinheit oligozänen Ursprungs, lediglich die untersten 48 m entstanden bereits im Oberen Eozän. Die bedeutende Fundstelle L-41 befindet sich genau in diesem Übergangsbereich, ihr Alter datiert auf rund 34 Millionen Jahre. Die stratigraphisch jüngeren Fundstellen I und M sind in das Chron 11 eingebettet und somit etwa 29,5 Millionen Jahre alt. Deutlich älter fällt die Einstufung der Fundstelle BQ-2 aus, die einige der frühesten terrestrischen Fossilfunde enthält und sich im unteren Abschnitt der Qasr-el-Sagha-Formation befindet. Sie gehört in das Chron 17 mit einem absoluten Alterswert von etwa 37 Millionen Jahren.

### Landschaftsrekonstruktion
Heute liegt die Fayyum-Region inmitten der Sahara und ist durch Wüstenklima mit einer durchschnittlichen Jahrestemperatur von rund 22 °C bei absoluten Maximalwerten um 49 °C und Minimalwerten um −1 °C charakterisiert. Der jährliche Niederschlag beträgt nur 10 mm und ist weitgehend auf das Winterhalbjahr beschränkt, die Verdunstungsrate kann demgegenüber mehr als das 200fache erreichen.
Im Paläogen stellte Afrika gemeinsam mit der Arabischen Halbinsel eine kontinentale Insel dar. Diese afroarabische Landmasse war durch den Tethys-Ozeans vom eurasischen Kontinent getrennt, eine Landbrücke bildete sich erst im Übergang zum Miozän vor rund 24 Millionen Jahren mit der allmählichen Schließung der Tethys. Die weitgehend aus Kalksteinen bestehenden Formationen der Mokattam-Gruppe sind marinen und flachmarinen Ursprungs und lagerten sich demzufolge im Mittleren Eozän innerhalb der Tethys ab. Gleiches gilt für Teile der Maadi-Gruppe, jedoch macht sich hier bereits der Einfluss der Küstennähe am südlichen Rand der Tethys bemerkbar. Die Birket-Qarun-Formation und die unteren Abschnitte der Qasr-el-Sagha-Formation (Umm Rigl Member bis Temple Member) zeigen den weiteren Rückzug des Meerwassers nach Norden an, wodurch sich im Verlauf des Oberen Eozäns eine bucht-, später lagunenartige Landschaft herausformte. Die auf den flachmarinen Sedimenten geschalteten gröberklastischen Ablagerungen des Dir Abu Lifa Members entstanden dagegen unter den Bedingungen eines Flussdeltas oder eines Ästuars, was zunehmend terrestrische Bedingungen verdeutlicht.

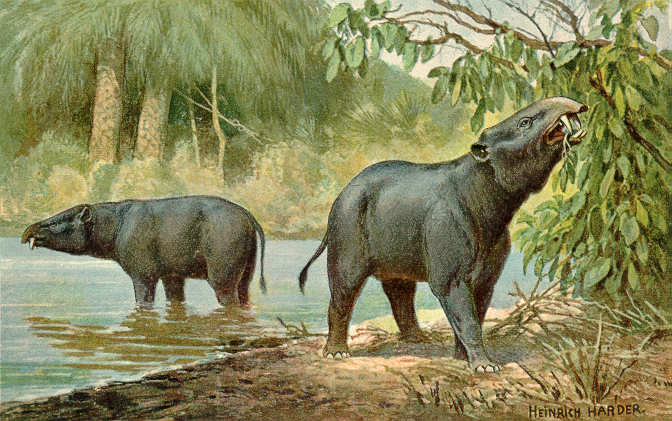
Landschaftsrekonstruktion mit dem frühen Rüsseltier Moeritherium

Die Gebel-Qatrani-Formation kappt die unterlagernden Schichten. Sie geht auf ein küstennahes Sumpf- oder Überschwemmungsgebiet zurück, das im Übergang vom Eozän zum Oligozän in Form einer Mangroven- oder Terra-Firma-Landschaft bestand. Das Gebiet wurde von mehreren Flüssen durchzogen, die relativ breit und kräftig genug waren, größere Gesteinskomponenten zu bewegen. An den Flussufern wuchsen Wälder, die auch in das Hinterland hineinreichten. Die relative Meeresnähe bewirkte einen gewissen Einfluss, so dass in einzelnen Bereichen Brackwasserbedingungen vorherrschten. Diese Landschaft trug eine reichhaltige und vielfältige Fauna, die sich aus landlebenden und wasserbewohnenden Tieren zusammensetzte, letztere bestand aus Süß-, Salz- und Brackwasserfomen. Den weiteren paläontologischen und geologischen Daten zufolge herrschte während der Bildung der Gebel-Qatrani-Formation im Unteren Oligozän ein tropisches bis subtropisches Klima vor. Anhand der Ausbildung der Paläoböden lässt sich ein Wechsel von feuchten und trockenen Perioden ablesen, was möglicherweise auf den Einfluss eines Monsuns zurückgeht.

### Vergleich mit regional und überregional bedeutenden Fundstellen
Die Fayyum-Region stellt eine der bedeutendsten spät-paläogenen Fossillagerstätten in Afrika und dem Rest der Welt dar. Sie gehört zudem zu den wenigen Fundstellen auf dem afrikanischen Kontinent, die den Zeitraum vom Oberen Eozän und Unteren Oligozän abdecken. Demgegenüber sind ältere Fundstellen im nördlichen Afrika vergleichsweise häufiger. Eine der frühesten terrestrischen Fossilgemeinschaften des Känozoikums wurde im Ouled-Abdoun-Becken in Marokko entdeckt und datiert in das Paläozän und das Untere Eozän. Ältere fundführende Schichten reichen hier noch bis in das Maastrichtium zurück, so dass ein Fundzeitraum von vor 72 Millionen Jahren bis vor etwa 48 Millionen Jahren erfasst wird. Das Becken ist unter anderem durch seinen Phosphatreichtum bekannt. Der obere Teil der Abfolge enthält sehr urtümliche Formen an Säugetieren, etwa Ocepeia und Abdounodus, zwei den heutigen Afrotheria nahestehende Formen. Mit Eritherium und Phosphatherium treten auch zwei der frühesten bekannten Rüsseltiere in Erscheinung, des Weiteren wurde mit Stylolophus ein ursprünglicher Angehöriger der Embrithopoda entdeckt. Als vergleichbar mit dem obersten Abschnitt des Ouled-Abdoun-Becken kann El-Kohol im nördlichen Algerien angesehen werden. Hier wurden unter anderem Beuteltiere, Hyaenodonten, Schliefer und Rüsseltiere aufgefunden. Die Säugetierfauna steht der von Fayyum schon deutlich näher, erscheint mit dem Schliefer Seggeurius und dem Rüsseltier Numidotherium aber immer noch vergleichsweise archaisch. Eine stärkere Vermittlerrolle nimmt der unter- bis mitteleozäne Fundstellenkomplex Gour Lazib, westliches Algerien, ein, da hier mit Megalohyrax und Titanohyrax bereits Formen auftreten, die auch aus Fayyum bekannt sind. Als Besonderheiten sind die sehr frühen Primaten Azibius und Lazibadapis sowie Helioseus, ein Säugetier mit nicht genau bekannter Verwandtschaft, belegt. Das Material ist zumeist sehr kleinstückig, was die Aussagemöglichkeiten einschränkt. Auch Chambi in Tunesien zeigt schon Verbindungen zu Fayyum, neben Schliefern wieTitanohyrax und Primaten wie Algeripithecus wurden hier zusätzlich einige der ältesten Rüsselspringer dokumentiert, darunter Chambius. Von Bedeutung ist auch die weitgehend nur aus Zähnen bestehende Fundkollektion das Ouarzazate-Becken in Marokko. Die zahlreichen Fundstellen des Beckens streuen zeitlich vom ausgehenden Paläozän bis zum Mittleren Eozän. Ältere Lokalitäten wie Adrar Mgorn und N’Tagourt erbrachten urtümliche insektenfresserartige Säugetiere wie Afrodon oder Todralestes, die eventuell einer afrikanisch-endemischen Fauna entsprechen. Hinzu kommen mit Altiatlasius ein Primat, der wohl an der Schwelle zur Entwicklung der Affen steht, und mit Tinerhodon ein Vertreter der Hyaenodonta. Die Sammlung der jüngsten Fundstelle, Aznag, setzt sich aus spitzmausartige Insektenfresser, Fledertieren, Rüsselspringern und urtümlichen Huftieren zusammen. Es handelt sich bei Aznag um die bisher einzige eindeutig mitteleozäne Fundstelle mit Landsäugetieren des nördlichen Afrika.
Aus dem Oberen Eozän kann die Fundstelle Nementcha (auch Bir el-Ater) im nördlichen Algerien genannt werden, die somit zeitgleich zur Qasr el-Sagha-Formation ist. Angezeigt wird das etwa durch Moeritherium und Bunohyrax, zudem konnten die ersten Anthracotherien als eurasische Immigranten in Afrika nachgewiesen werden. Des Weiteren kommen unter den Kleinsäugern Nagetiere der Familie der Phiomyidae und Rüsselspringer vor. Ein vergleichbares Alter haben die Funde aus Ad-Dakhla in der Westsahara. Die im Guerrani Member der Samlat-Formation lagernden Fossilien setzen sich neben zahlreichen Fischresten aus Schildkröten, Krokodilen, vereinzelten Vögeln sowie meer- und landbewohnenden Säugetieren zusammen. Unter den Meeressäugern stechen Reste der Wale Saghacetus, Basilosaurus und Dorudon beziehungsweise der Seekuh Eosiren hervor. Als landbewohnendes Säugetier wurde unter anderem der Zahn eines Rüsseltiers entdeckt, der eventuell mit Numidotherium übereinstimmt.
Die Fundstellen Dor el-Talha und Jebel al-Hasawnah, beide Libyen, bilden dagegen ein zeitliches Äquivalent zur Gebel-Qatrani-Formation im Fayyum. Alle drei Fundgebiete vereint eine vergleichbare Zusammensetzung der Faunengemeinschaft. So sind unter den Großsäugern von Dor el-Talha etwa Barytherium, Moeritherium und Palaeomastodon anzutreffen, genauso wie Arsinoitherium, unter den Reptilien stechen beispielsweise gavialartige Formen hervor. Anzumerken sind auch frühe Primaten wie Karanisia und frühe Affen wie Biretia oder Talahpithecus sowie frühe Rüsselspringer, beispielsweise Eotmantsoius. In Jebel al-Hasawnah ließen sich unter anderem Saghatherium und Titanohyrax belegen. Die Fundstelle ist auch aus taphonomischen Gründen herausragend, da sie als bisher einzige Fossillagerstätte des paläogenen Afrikas Skelette landlebender Säugetiere im anatomischen Zusammenhang hervorbrachte. In einem ähnlichen zeitlichen Kontext steht der Fundstellenkomplex von Zallah im Sirte-Becken des zentralen Libyens. Hier wurden seit den 1960er Jahren Fossilien geborgen, sie beschränken sich aber weitgehend auf Zähne. Sehr zahlreich ist die Nagetierfauna mit Resten verschiedenster Stachelschweinverwandter wie Gaudeamus, Metaphiomys oder Neophiomys sowie Dornschwanzhörnchenverwandter wie Kabirmys. Daneben sind zudem mit Thyrohyrax auch Schliefer und mit Bothriogenys Vertreter der Anthracotheriidae nachgewiesen. Africtis wiederum stellt die bisher früheste bekannte afrikanische Form aus dem Verwandtschaftsumfeld der Raubtiere dar, welches seinen Ursprung in Eurasien hat. Die erst im Jahr 2007 entdeckte Fossillagerstätte von Minqar Tibaghbagh im Südwesten der Qattara-Senke entspricht mit ihren gebänderten Sandsteinen zeitlich ebenfalls der Gebel-Qatrani-Formation. Die oligozänen Ablagerungen enthalten nicht nur Reste von Haien, Schildkröten und Krokodilen, sondern auch von landlebenden Säugetieren, beschrieben wurden bisher Phiomia, Antilohyrax und Bothriogenys. Ein älterer Fundhorizont aus dem Oberen Eozän barg zudem Fossilien von Walen und Seekühen. Von der Arabischen Halbinsel können noch die Fundstellen Thaytiniti und Taqah im Oman genannt werden, die eine etwa zeitgleiche Fauna wie die oberen Abschnitte von Fayyum beinhalten.
Aus dem Oberen Oligozän sind vergleichsweise wenige Fundstellen in Afrika belegt. Eine der bedeutendsten ist Chilga in Äthiopien, deren Alter etwa 27 Millionen Jahre beträgt. Die Großsäuger umfassen sowohl Rüsseltiere als auch Schliefer und Embrithopoda. Sie zeigen eine Mischung aus sowohl älteren Formen wie sie auch im Fayyum vorkommen, etwa Arsinoitherium, Megalohyrax oder Palaeomastodon, aber auch moderneren Elementen. Beispielsweise treten bei den Rüsseltieren Chilgatherium und Gomphotherium hinzu, die beide zu stammesgeschichtlich jüngeren Linien wie die Deinotherien und die Gomphotherien gehören. Entlang des Großen Afrikanischen Grabenbruchs finden sich mehrere oberoligozäne, fossilführende Bereiche, die sich vom nordwestlichen Kenia bis in das südwestliche Tansania erstrecken. Erwähnt werden sollen hier beispielhaft nur die Eragaleit Beds westlich des Turkanasee. Auch hier tritt eine Faunenmischung aus älteren und jüngeren Elementen auf. Neben einigen schon seit dem Fayyum bekannten Formen (Arsinoitherium, Thyrohyrax) sind hier Losodokodon als ein basaler Angehöriger der Mammutiden-Linie und Kamoyapithecus, ein Nahverwandter von Proconsul und damit der miozänen Menschenartigen nachgewiesen, auch kommt mit Mioprionodon erstmals ein eindeutiger Angehöriger der aus Eurasien eingewanderten Raubtiere vor.

## Forschungsgeschichte

### Die Anfänge bis ins 19. Jahrhundert
Es ist anzunehmen, dass die Fayyum-Senke als fossilführender Fundplatz bereits in altägyptischer Zeit bekannt war. Aus den oberen Bereichen der Qasr-el-Sagha-Formation sind Steinbrüche belegt, in denen bereits im Alten Reich der zahlreich vorkommende Gips abgebaut und zu Gefäßen verarbeitet wurde. Die Steinbrüche befinden sich in unmittelbarer Nähe zu fossilisierten Baumstammlagen. Der Widan-el-Faras-Basalt diente in gleicher Zeit als Rohstofflager für die Auskleidung von Totentempeln. Die Region galt den Menschen jener Zeit zudem als Ursprung des Lebens, hier soll auch die Göttin Isis die Knochen ihres verstorbenen Mannes Osiris vergraben haben.
Die ersten Fossilfunde der modernen Zeit gehen auf Arthur Bedford Orlebar (1810–1866) zurück, der im Jahr 1845 einige versinterte Baumstümpfe von bis zu 20 m Länge in Sandsteinlagen fand. Weitere Funde sind dem deutschen Geologen Georg Schweinfurth (1836–1925) zu verdanken, der ein erfahrener Afrikaforscher war. Er entdeckte 1879 auf der Insel Geziret el-Qorn im Qarun-See neben zahlreichen Mollusken auch Zähne und Knochen von Haien sowie Knochen von Walen. Allgemein werden die Funde heute der Birket-Qarun-Formation zugewiesen. Die Wirbeltierreste wurden 1883 von Wilhelm B. Dames aufgearbeitet, der unter anderem zwei Arten von Zeuglodon (heute zumeist Basilosaurus) erkannte. Im gleichen Jahr nahm sich der Schweizer Geologe Karl Mayer-Eymar der Weichtiere an. Schweinfurth kehrte Mitte der 1880er Jahre nach Fayyum zurück und untersuchte die Gebiete nördlich des Qarun-Sees. Er entdeckte dabei nicht nur die Tempelruinen von Qasr el-Sagha (auch „Schweinfurths Tempel“ genannt), sondern weitere Wirbeltierreste. Auch diese wurden wiederum von Dames wissenschaftlich ausgewertet, unter anderem beschrieb er die neue Walart Zeuglodon osiris (Saghacetus). Über seine Reise veröffentlichte Schweinfurth einen eigenen Bericht, der 1886 erschien. In den 1890er Jahren hielt sich dann auch Mayer-Eymar mehrfach für kurze Zeit im Fayyum auf.

### Vom 19. zum 20. Jahrhundert – eine große Forschungsperiode
Der Übergang vom 19. zum 20. Jahrhundert fällt in eine intensive Forschungsphase im Fayyum, bei der unterschiedlichste Gruppen tätig wurden. Den Auftakt bildete der britische Paläontologe Hugh John Llewellyn Beadnell (1874–1944). Er kartographierte ab 1898 im Auftrag des Geologischen Dienstes von Ägypten die nördliche und östliche Grenze des Beckens. Ziel war es, ein Bewässerungssystem für die landwirtschaftliche Nutzung des Beckens zu schaffen. Beadnell entdeckte bei seinen Arbeiten zahlreiche Fossilien von Fischen und Krokodilen, aber auch von Walen und Seekühen. Diese sandte er an das Natural History Museum in London, wo sie das Interesse von Charles William Andrews (1866–1924) weckten. Andrews schloss sich ab 1901 den Untersuchungen Beadnells vor Ort an. Zusammen erkundeten sie den nördlichen Teil des Fayyum-Beckens, was bis 1904 andauerte. Ihre Untersuchungen betrafen sowohl die stratigraphisch älteren sowie tiefer gelegenen (Birket-Qarun- und Qasr-el-Sagha-Formation), als auch die jüngeren und höheren Aufschlüsse (Gebel-Qatrani-Formation, hauptsächlich die untere Zone) nördlich des Qarun-Sees. Zu ihren bedeutendsten Entdeckungen aus ersteren gehören die Riesenschlange Gigantophis, des Weiteren auch Barytherium und Moeritherium, zwei Rüsseltiere, sowie die Seekuh Eosiren. In letzteren kamen wiederum Arsinoitherium und Phiomia zum Vorschein, ebenso wie ursprüngliche Schliefer, etwa Saghatherium. Im Jahr 1902 entdeckte Beadnell auch das Wadi el-Hitan. Sowohl Andrews als auch Beadnell publizierten die ersten Ergebnisse ihrer Arbeiten in kurzen Aufsätzen, in der Regel verbunden mit wissenschaftlichen Erstbeschreibungen neuer Arten und Gattungen. Diese erschienen häufig im Geological magazine, aber auch anderweitig. Darüber hinaus gab Beadnell einen kurzen Überblick über seine geologischen Arbeiten, dem 1905 eine ausführliche Monographie folgte. Hier benannte er erstmals das Wadi el-Hitan mit Zeuglodon valley. Ein Jahr später wiederum veröffentlichte Andrews einen umfassenden Katalog zu den Wirbeltierfunden unter dem Titel A descriptive catalogue of the Tertiary Vertebrata of the Fayum, Egypt, der noch heute zu den Standardwerken zu den Fayyum-Fossilien gehört. Seine letzte Reise in das Fayyum-Becken tätigte er im Frühjahr des gleichen Jahres.

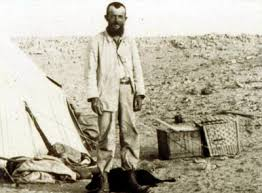
Richard Markgraf im Fayyum-Gebiet, aufgenommen während der Expedition des American Museum of Natural History 1907

Im gleichen Zeitraum fanden auch Forschungstätigkeiten deutscher Wissenschaftler statt. Bereits im Jahr 1900 hatte Max Blanckenhorn (1861–1947) nach einem kurzen Aufenthalt im Fayyum seine geologischen Aufnahmen vorgestellt. Er besuchte zwei Jahre darauf zusammen mit Ernst Stromer (1871–1952) die Fossilfundstellen des Beckens. Das von ihnen gesammelte Material wurde relativ zeitig veröffentlicht. Ihnen folgte der österreichische Fossiliensammler Richard Markgraf (1869–1916), der seine Heimat aus gesundheitlichen Gründen Richtung Ägypten verlassen hatte. Markgraf traf dort 1897 den deutschen Forscher Eberhard Fraas (1862–1915). Fraas selbst plante weitere Aufenthalte im östlichen und südlichen Afrika, konnte dies aber vorerst nicht verwirklichen. Stattdessen kehrte er nach Stuttgart zurück und unterrichtete Markgraf fernschriftlich in der Fossiliensuche. Im Gegenzug dazu sandte ihm Markgraf seine Fossilien zu, die er zuerst am Gebel Mokattam östlich von Kairo sammelte. Im Jahr 1903 traf Markgraf auf Stromer und schloss sich dessen dreimonatiger Expedition ins Fayyum-Becken an. Beide erforschten die nördlichen Teile der Depression, welche auch im Fokus der britischen Wissenschaftler standen. Danach wurde Markgraf wieder für Fraas tätig. Dieser wiederum organisierte im Jahr 1906 eine Reise nach Ägypten, um sich dort mit Markgraf zusammenzutun. Die Expedition fand schließlich nach einer Reihe von Schwierigkeiten ab dem 11. März für 10 Tage statt. Dabei standen die Qasr-el-Sagha-Formation und die Gebel-Qatrani-Formation im Zentrum ihrer Aufmerksamkeit. Sie entdeckten unter anderem Funde von Arsinoitherium und Basilosaurus, aber auch von Krokodilen. Eine umfangreiche Publikation über die Tätigkeiten der deutschen Forscher im Fayyum-Becken gab Max Schlosser im Jahr 1911 heraus. Darin beschrieb er mit Propliopithecus und Parapithecus auch die ersten eindeutigen Primaten aus dem Fundgebiet. Stromer kehrte 1914 auf seiner dritten Ägyptenexpedition noch einmal kurz ins Fayyum zurück, das Hauptaugenmerk der Reise lag aber auf der Oase Bahariyya. Zu Stromers Forschungen erschienen in den folgenden zwei Dekaden zahlreiche Fachaufsätze in den Abhandlungen der Bayerischen Akademie der Wissenschaften. Markgraf blieb noch bis zu seinem Tod im Jahr 1916 in Ägypten und sammelte regelmäßig im Fayyum-Becken, seine Funde bot er verschiedenen wissenschaftlichen Instituten an.

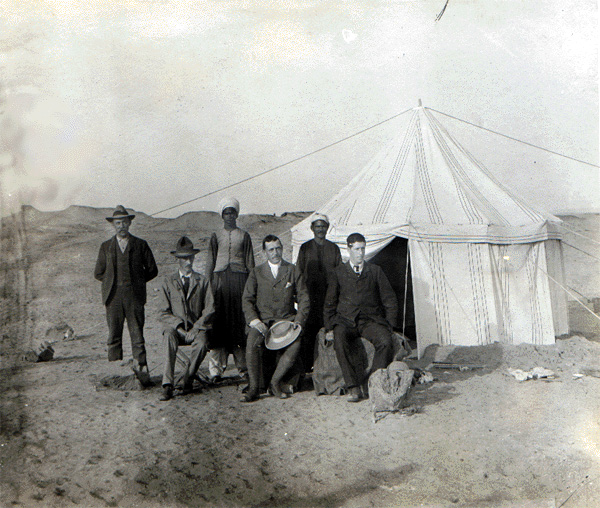
Teilnehmer der Expedition des American Museum of Natural History in das Fayyum-Gebiet 1907

Parallel zu Markgrafs Tätigkeiten vor Ort und nach dem Erscheinen der Publikationen von Beadnell und Andrews organisierte das American Museum of Natural History unter Federführung von Henry Fairfield Osborn (1857–1935) eine Expedition in das Fayyum-Becken. Es handelt sich hierbei um die erste Auslandsexpedition des Museums, der noch einige weitere, sehr erfolgreiche unter anderem in die Mongolei folgen sollten. Unterstützt wurde die Expedition vom damaligen US-Präsidenten Theodore Roosevelt. Die Amerikaner trafen dort Anfang Februar 1907 ein und blieben bis Ende Mai des gleichen Jahres. Als Assistenten Osborns fungierten Walter W. Granger (1872–1941) und George Olsen. Osborn selbst blieb nur für den Anfang der Expedition in Ägypten, er unternahm aber einen kurzen Abstecher ins Wadi el-Hitan, das er gemäß Beadnell Zeuglodon valley nannte. Die verbliebenen Expeditionsteilnehmer arbeiteten in verschiedenen Aufschlüssen und trafen während der Zeit mehrfach Markgraf. Dieser wurde von den Amerikanern auch zur Fossiliensuche eingestellt, arbeitete aber unabhängig. Ein Großteil der Forschungen betraf die Gebel-Qatrani-Formation und setzte die Arbeiten in den bereits von Andrews und Beadnell erschlossenen Fundstellen in der unteren Zone fort. Die Forscher entdeckten aber zusätzlich auch erstmals Funde in der oberen Zone. Zu den aufgefundenen Fossilien gehören unter anderem Reste von Arsinoitherium, mehreren Rüsseltierformen, Hyaenodonten, Nagetieren und frühen Schliefern. Das gesamte Fundmaterial, etwa 550 Einzelobjekte, wurde nach Amerika verschifft. Im Nachklang der Expedition brachte Osborn mehrere Artikel über die Fossilfunde heraus, ebenso wie über die Expedition selbst. Der vollständige Bericht, der das von Granger geführte Tagebuch beinhaltet, wurde erst 2002 veröffentlicht.
Unabhängig von den vorhergehenden Untersuchungen führte das Muséum national d’histoire naturelle von Paris unter organisatorischer Leitung von Marcellin Boule und Jean Albert Gaudry im März/April 1904 eine zweiwöchige Expedition ins Fayyum durch, die finanziell von Edmond de Rothschild unterstützt wurde. Beteiligt war unter anderem auch René Fourtau, ein französischer Ingenieur, der seit 1888 in Ägypten lebte und sich für Geologie interessierte. Fourtau analysierte unter anderem für den Geologischen Dienst Ägyptens fossile Wirbellose, vorwiegend Seeigel. Die Arbeiten fanden in der Gebel-Qatrani-Formation statt. Als Ergebnis brachten die Franzosen rund 80 Wirbeltierfossilien nach Paris, darunter auch Reste von Titanohyrax, einem riesigen Schliefer. Im Gegensatz zu den anderen Forschungsunternehmungen wurden die des Muséum national d’histoire naturelle kaum aufgearbeitet, so dass die Expedition des Jahres 1904 fast in Vergessenheit geriet.

### Intermezzo
In den folgenden, nahezu fünf Dekaden nach den überwiegend britischen, deutschen und amerikanischen Forschungen vor Ort fanden kaum Aktivitäten im Fayyum statt. Eine Ausnahme bildet eine pan-afrikanische Expedition der University of California im Jahr 1947 unter Wendell Phillips. Mehrere Wissenschaftler gruben in bereits zuvor geöffneten Aufschlüssen. Aufgrund der begrenzten Zeit ist das Fundmaterial nicht sehr umfangreich, setzt sich aber aus Rüsseltieren, Hyaenodonten, Anthracotherien und Embrithopoda zusammen. Es befindet sich heute in Berkeley. Drei Jahre später wurde zudem noch ein Schädel eines urtümlichen Wales entdeckt.

### Moderne Forschung
In den 1950er Jahren beschrieb Elwyn L. Simons (1930–2016) den Schädelknochen eines Primaten aus dem Fayyum, der in den Beständen des American Museum of Natural History lagerte. Daraufhin leitete er eine Initiative zu weiteren Feldforschungen im Fayyum ein, die unter anderem der Frage nach dem Ursprung der nächsten Menschenverwandten nachgehen sollten. In Kooperation der Yale University und später der Duke University mit dem Geologischen Dienst von Ägypten und dem Geologischen Museum von Kairo begannen die Arbeiten vor Ort im Jahr 1961 und endeten vorerst 1967. Im Mittelpunkt standen neben den frühen Primaten hauptsächlich Kleinvertebraten, die zuvor weniger stark beachtet worden waren. Die jährlichen Feldforschungen führten unter anderem zur Beschreibung von Oligopithecus und Aegyptopithecus, zwei Primatenformen, beziehungsweise Phiocricetomys, einem Nagetier. Daneben gab es aber auch Untersuchungen zur Stratigraphie und zur Altersstellung. Ein erklärtes Ziel war es beispielsweise, die exakte Position der älteren Aufschlüsse zu dokumentieren. Simons gab 1968 einen Überblick über die geologisch-paläontologischen Arbeiten heraus.
Im Jahr 1977 startete eine zweite Phase der Untersuchungen im Fayyum, wieder unter der Gesamtleitung von Simons. Sie dauerte bis 2005 und damit über einen Zeitraum von 28 Jahren. Geprägt war die zweite Phase von einer zunehmend interdisziplinären Arbeitsweise. Beteiligt waren zahlreiche international bedeutende Wissenschaftler, die jeweils ihre eigenen Forschungsschwerpunkte setzten. Dazu gehörten unter anderem Philip D. Gingerich (Meeressäuger), David Tab Rasmussen (Vögel, Schliefer) und Erik R. Seiffert (Primaten). Zusätzlich standen verstärkt andere Arbeitsfelder im Fokus, etwa die Paläoumwelt, die Paläomagnetik oder Bodenkunde. Darüber hinaus wurden auch neue Fossiliengruppen wie etwa die Spurenfossilien mit eingeschlossen. Ein weiterer Fokus betraf die Ausbildung des wissenschaftlichen Nachwuchses. Durch Fortschritte in der Grabungsmethodik konnte die Fundausbeute deutlich erhöht werden. Allein Ende der 1970er Jahre wurden dadurch mehr als 1400 Säugetierreste geborgen. Die Arbeiten vor Ort gingen danach weiter, die Aufarbeitung des Fundmaterials hält bis heute an, wodurch beinahe jährlich neue Arten und Gattungen aus dem Fayyum-Becken beschrieben werden.

## Fundaufbewahrung
Bis auf den heutigen Tag sind Zehntausende von Fossilfunden im Fayyum gemacht worden, die vorwiegend im Ägyptischen Geologischen Museum in Kairo, im Peabody Museum of Natural History der Yale University, im Duke Lemur Center der Duke University, im American Museum of Natural History in New York, im Natural History Museum in London, im Muséum national d’histoire naturelle in Paris, im Staatlichen Museum für Naturkunde in Stuttgart und in der Bayerischen Staatssammlung für Paläontologie und Geologie in München aufbewahrt werden.